# Mellionnec
Mellionnec [mɛljɔnɛk], est une commune française située dans le département des Côtes-d'Armor en région Bretagne. Cette commune rurale de 399 habitants en 2021 fait partie du Kreiz Breizh et plus spécifiquement du Pays Pourlet. Longtemps tournée vers l'agriculture de subsistance, l'activité économique et culturelle du village connaît un développement important dans les années 2000 avec l'ouverture de commerces et structures de l'économie sociale et solidaire et l'implantation d'une école de cinéma.

## Toponymie
En breton le nom de la commune est Melioneg (souvent prononcé « Méc'héneuc »).
Le nom de la localité est attesté sous les formes Parrochia de Meillonec en 1265, Parrochia de Mellionnec en 1278, Meillonec en 1291 et vers 1330, Meillonnec en 1387 et en 1448, Melienec en 1477, Mellonnec en 1516.

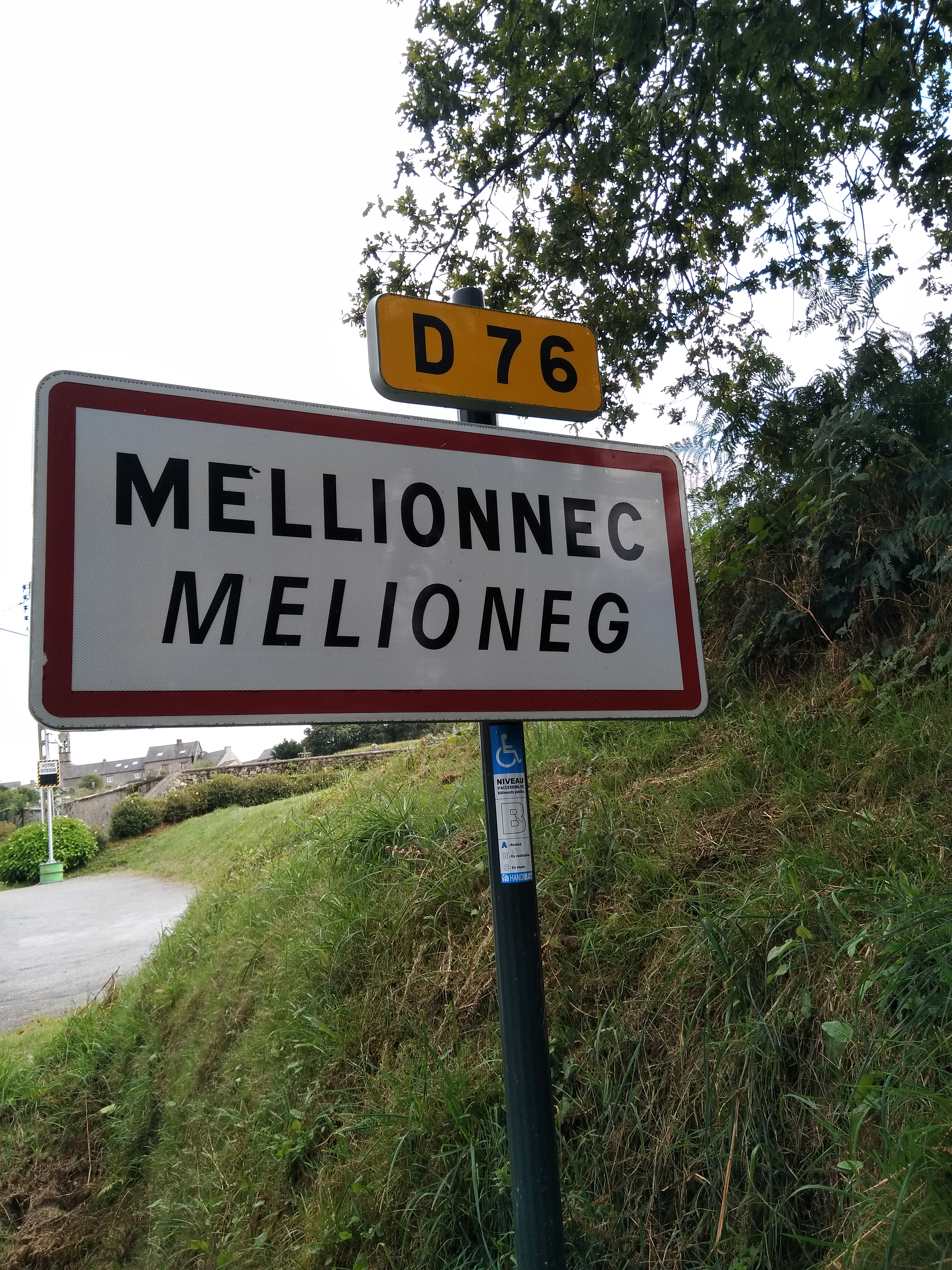
Panneau bilingue français- breton.

La toponymie du nom Mellionnec correspond au nom breton melchon voulant dire trèfle, qui est une variante de meillion au même sens. Le suffixe eg est l'endroit où il y a... Donc nous pouvons dire qu'à Mellionnec auparavant se trouvait un champ de trèfle suffisamment important pour que ce lieu soit reconnu de par cette caractéristique. Mellionnec peut aussi désigner un « lieu à violettes », de mellion (violette).

## Géographie

### Situation
Mellionnec, petit bourg du Kreiz Breizh (Centre-Bretagne), se situe à la limite du Morbihan. Mellionnec fait partie du pays Pourlet, (anciennement Pays Gwenedour) caractérisé autrefois par ses costumes aux mille boutons. Ce pays faisait partie autrefois du diocèse de Vannes et Mellionnec et sa voisine Plélauff en étaient les paroisses les plus reculées au Nord. Dans le mot Gwenedour on retrouve en effet le nom breton Gwened autrement dit, pays de Vannes.
|                 | Rostrenen, Plouguernevel |                            |
| Plouray, Glomel | Mellionnec               | Plélauff, Lescouët-Gouarec |
|                 | Langoëlan, Ploërdut      |                            |

Mellionnec est à la limite de l'ancien évêché de Cornouaille et le clocher de son église paroissiale, à deux chambres de cloches, est de style léonard, car la paroisse était aussi peu éloignée de l'évêché de Léon.

### Relief et hydrographie
La commune est vallonnée et possède de nombreux petits monticules. L'altitude varie entre 143 m (canal de Nantes à Brest) et 281 m (au sud-ouest au voisinage du village de Botkoll). Le bourg occupe le sommet d'une colline qui culmine à 237 mètres d'altitude. De nombreux cours d'eau de taille modeste arrosent le territoire communal, plusieurs y ayant leur source (le finage communal constitue une ligne de partage des eaux), dont le Scorff qui prend sa source à proximité du village de Saint-Auny, le ruisseau de Restmenguy qui coule en direction du nord et passe à l'ouest du bourg de Mellionnec et le Doré, qui matérialise la limite à l'est entre Mellionnec et Plélauff. Ces deux derniers cours d'eau se jettent dans le canal de Nantes à Brest au niveau des étangs de la Pitié et appartiennent au bassin versant du Blavet. Le canal de Nantes à Brest matérialise la limite communale sur une très courte distance au nord-est de la commune. De plus, l'Ellé a sa source dans la commune voisine de Plouray, mais celle-ci est toute proche de la limite communale avec Mellionnec.

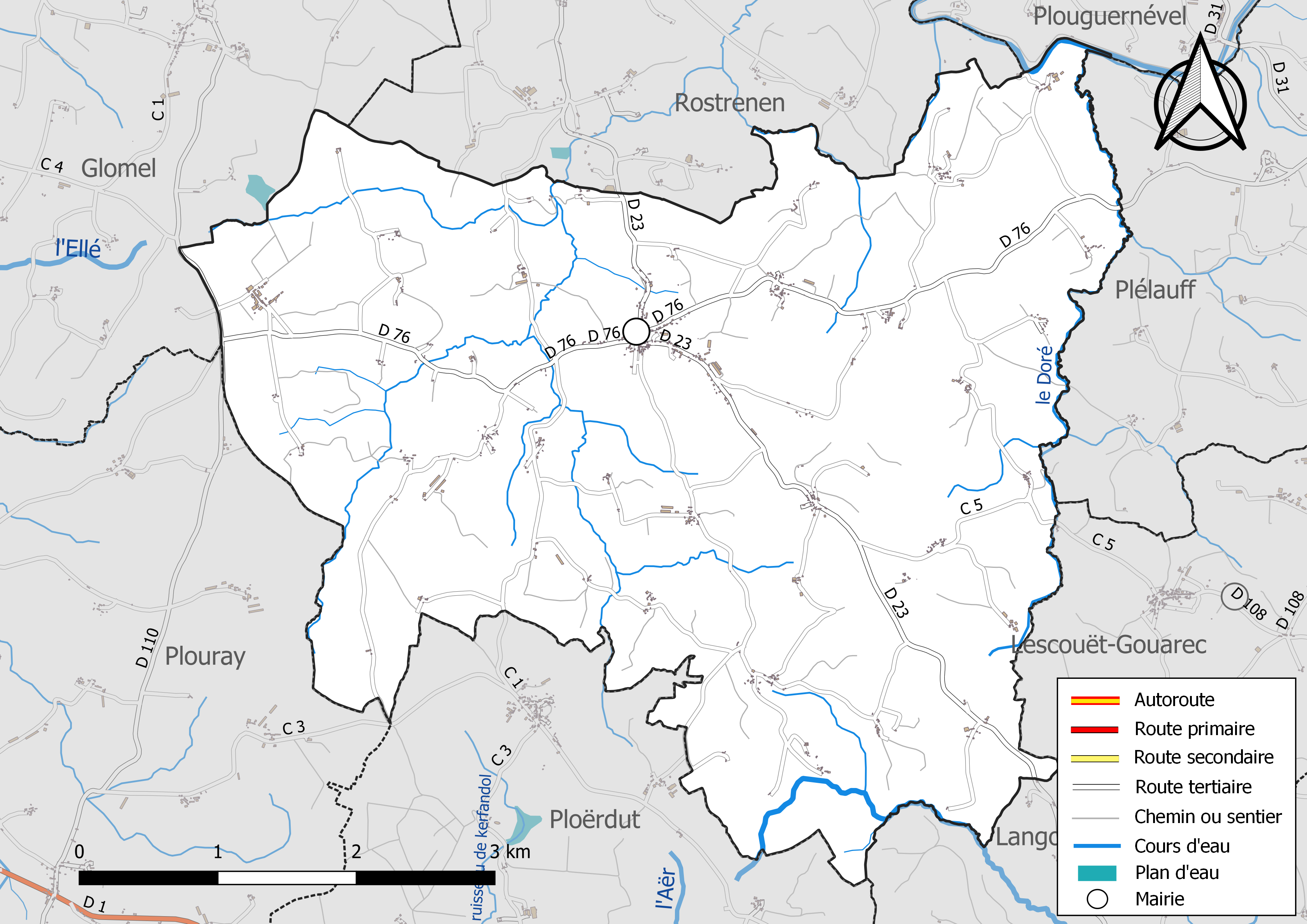
Mellionnec : routes et réseau hydrographique.

| - Carte topographique de la commune de Mellionnec. |

### Hydrographie
Pour un article plus général, voir Réseau hydrographique des Côtes-d'Armor.
La commune est située dans le bassin Loire-Bretagne. Elle est drainée par le canal de Nantes à Brest, le Scorff, le Doré et le Restmenguy,,.
Le canal de Nantes à Brest est un canal, chenal et un estuaire et un cours d'eau naturel navigable, d'une longueur de 396 km. Il prend sa source dans la commune de Nort-sur-Erdre et se jette  dans la Loire à Nantes, après avoir traversé 82 communes. 
Le Scorff, d'une longueur de 79 km, prend sa source dans la commune de Ploërdut et se jette  dans le Blavet en limite de Lorient et de Lanester, après avoir traversé 18 communes. 

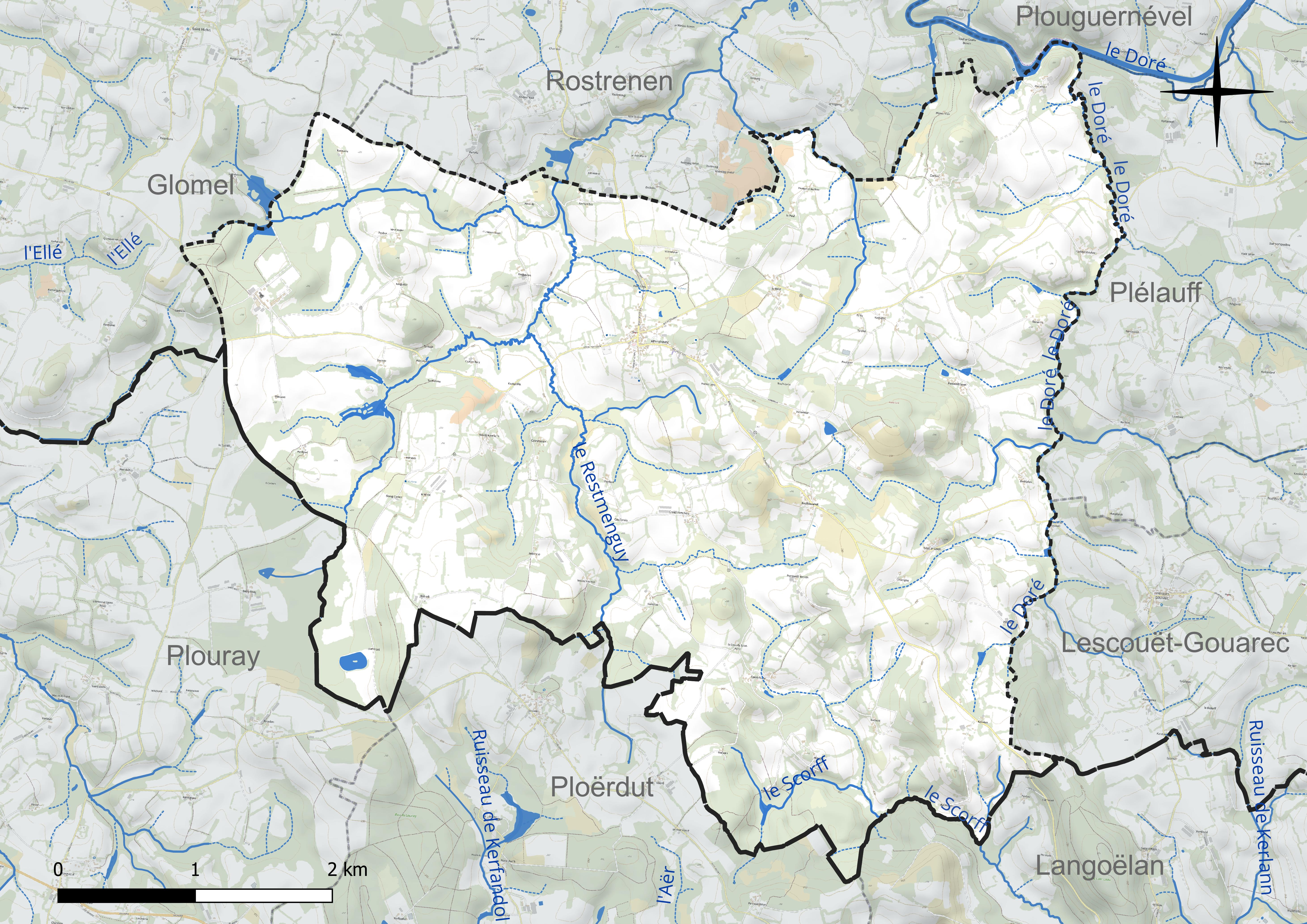
Réseau hydrographique de Mellionnec.

### Climat
Pour des articles plus généraux, voir Climat de la Bretagne et Climat des Côtes-d'Armor.
En 2010, le climat de la commune est de type climat océanique franc, selon une étude du Centre national de la recherche scientifique s'appuyant sur une série de données couvrant la période 1971-2000. En 2020, Météo-France publie une typologie des climats de la France métropolitaine dans laquelle la commune est exposée à un climat océanique et est dans la région climatique Finistère nord, caractérisée par une pluviométrie élevée, des températures douces en hiver (6 °C), fraîches en été et des vents forts. Parallèlement l'observatoire de l'environnement en Bretagne publie en 2020 un zonage climatique de la région Bretagne, s'appuyant sur des données de Météo-France de 2009. La commune est, selon ce zonage, dans la zone « Monts d'Arrée », avec des hivers froids, peu de chaleurs et de fortes pluies.
Pour la période 1971-2000, la température annuelle moyenne est de 10,6 °C, avec une amplitude thermique annuelle de 12 °C. Le cumul annuel moyen de précipitations est de 1 098 mm, avec 16,5 jours de précipitations en janvier et 8,2 jours en juillet. Pour la période 1991-2020, la température moyenne annuelle observée sur la station météorologique la plus proche, située sur la commune de Rostrenen à 7 km à vol d'oiseau, est de 11,1 °C et le cumul annuel moyen de précipitations est de 1 146,6 mm,. Pour l'avenir, les paramètres climatiques de la commune estimés pour 2050 selon différents scénarios d'émission de gaz à effet de serre sont consultables sur un site dédié publié par Météo-France en novembre 2022.

### Paysages et habitat
Mellionnec présente un paysage traditionnel de bocage (dans ses parties cultivées) avec un (habitat dispersé en écarts formés de hameaux (appelés localement villages) et fermes isolées. Éloignée des grandes villes et des principaux axes de communication, la commune a conservé son caractère rural.

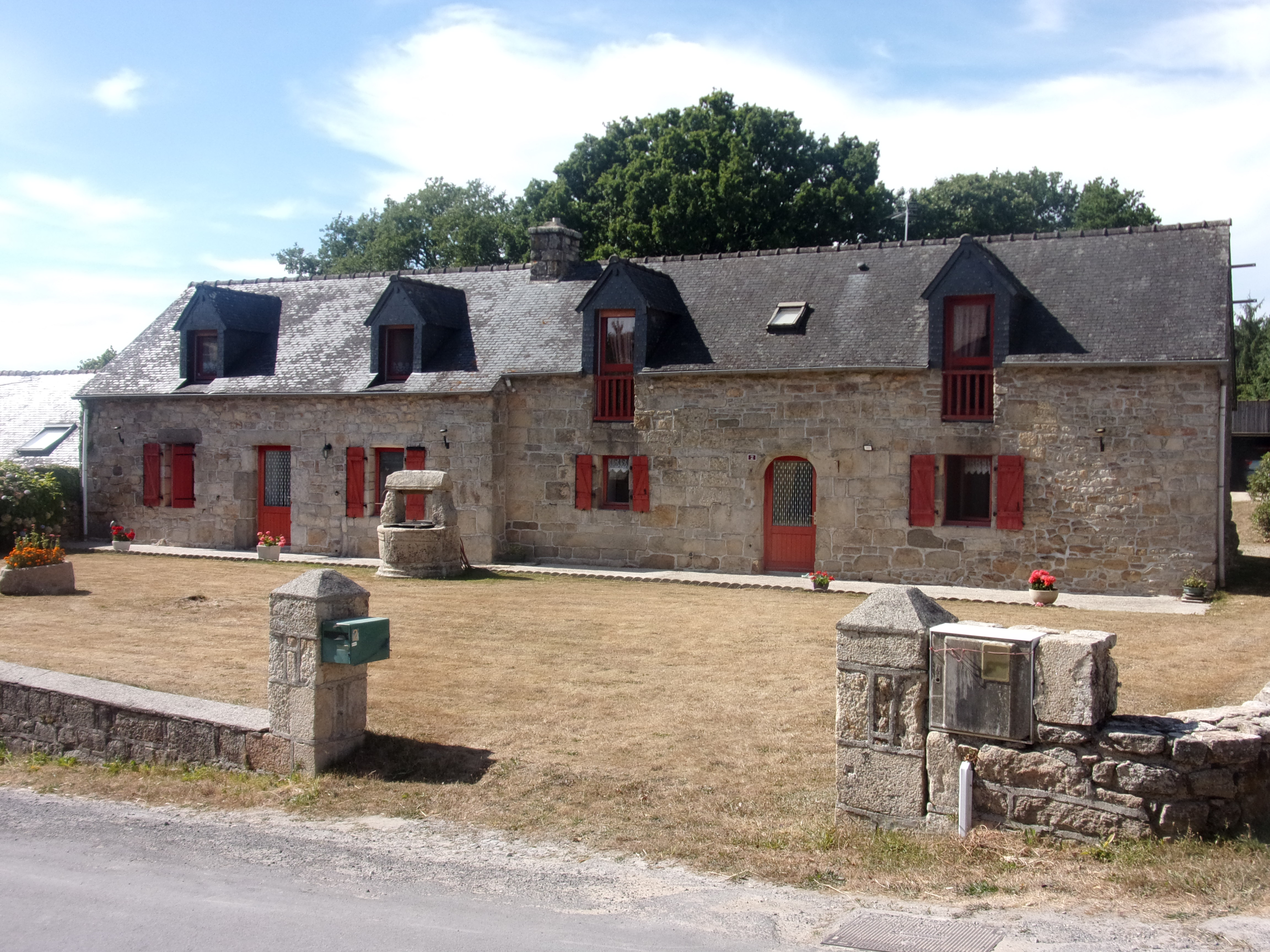
Maison avec son puits du bourg de Mellionnec.
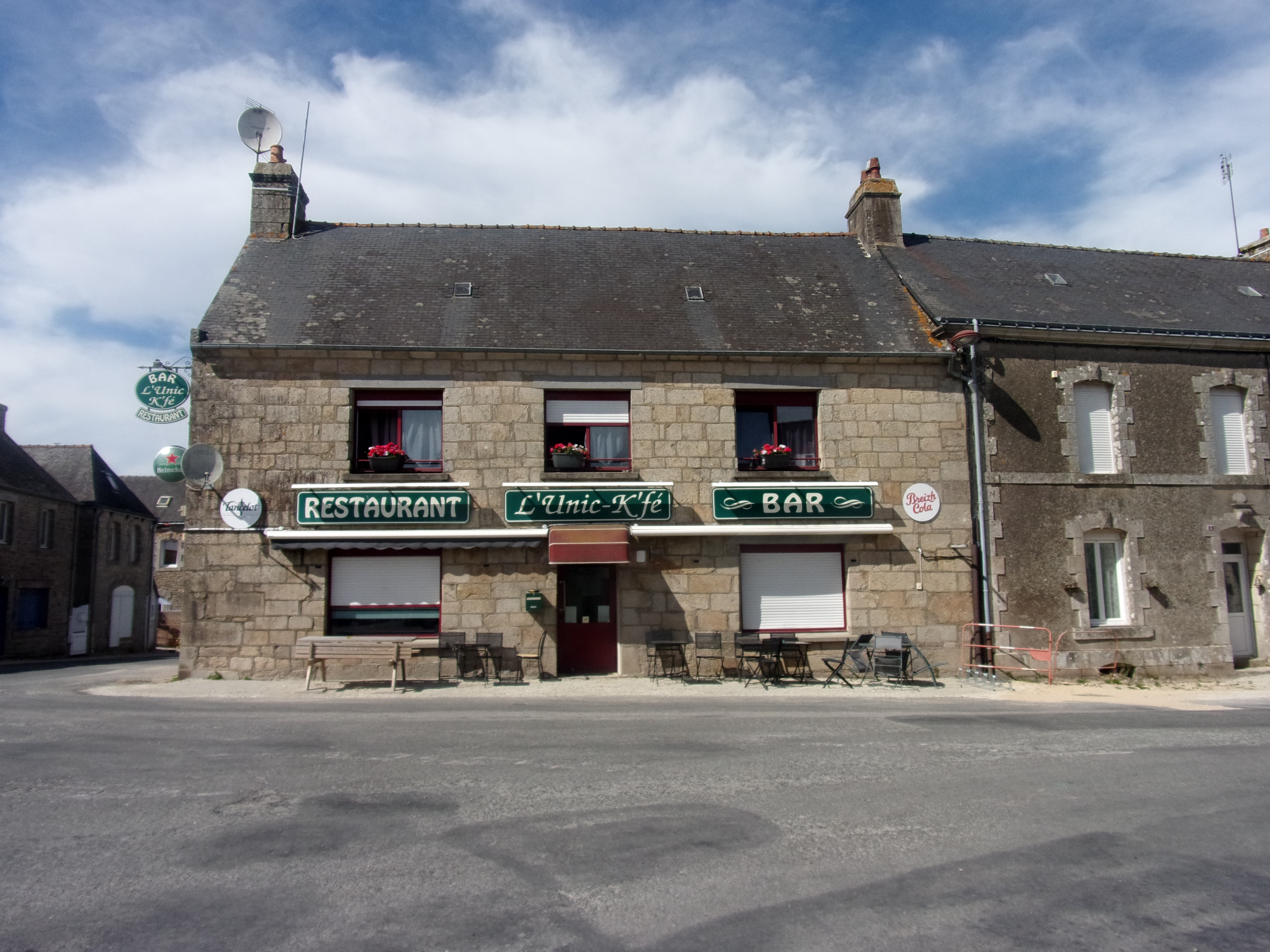
Le bar appelé l'Unic K'fé.

### Transports
Mellionnec n'est desservi que par des routes d'importance secondaire : les deux principales, qui se croisent dans le bourg, sont la D 23 (qui vers le nord-ouest va vers Rostrenen, et vers le sud-est vers Guémené-sur-Scorff, via Langoëlan) et la D 76 qui vient côté nord-est de Gouarec et va, côté sud-ouest, vers Plouray.
Le canal de Nantes à Brest est désormais fermé à la navigation pour le tronçon concernant Mellionnec.

## Urbanisme

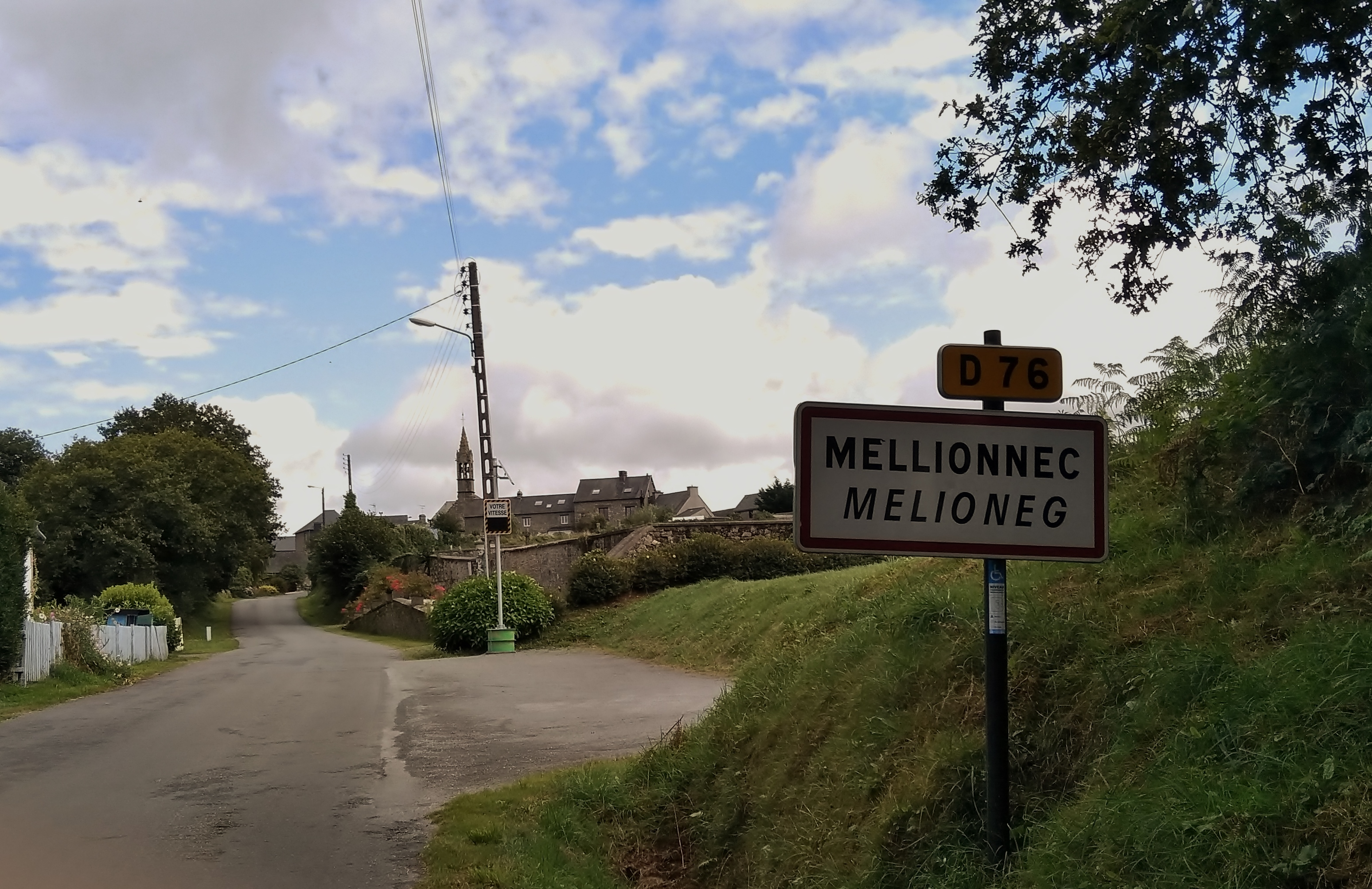
Entrée du bourg de Mellionnec.

### Typologie
Au 1er janvier 2024, Mellionnec est catégorisée commune rurale à habitat très dispersé, selon la nouvelle grille communale de densité à 7 niveaux définie par l'Insee en 2022.
Elle est située hors unité urbaine. Par ailleurs la commune fait partie de l'aire d'attraction de Rostrenen, dont elle est une commune de la couronne,. Cette aire, qui regroupe 10 communes, est catégorisée dans les aires de moins de 50 000 habitants,.

### Occupation des sols
Le tableau ci-dessous présente l'occupation des sols de la commune en 2018, telle qu'elle ressort de la base de données européenne d’occupation biophysique des sols Corine Land Cover (CLC).
| Type d’occupation                                                                   | Pourcentage | Superficie (en hectares) |
| ----------------------------------------------------------------------------------- | ----------- | ------------------------ |
| Tissu urbain discontinu                                                             | 1,5 %       | 36                       |
| Terres arables hors périmètres d'irrigation                                         | 23,5 %      | 572                      |
| Prairies et autres surfaces toujours en herbe                                       | 14,4 %      | 352                      |
| Systèmes culturaux et parcellaires complexes                                        | 38,0 %      | 927                      |
| Surfaces essentiellement agricoles interrompues par des espaces naturels importants | 3,6 %       | 88                       |
| Forêts de feuillus                                                                  | 12,9 %      | 314                      |
| Forêts mélangées                                                                    | 4,6 %       | 111                      |
| Forêt et végétation arbustive en mutation                                           | 1,5 %       | 37                       |
| Source : Corine Land Cover                                                          |             |                          |

| - Carte des infrastructures et de l'occupation des sols de la commune de Mellionnec en 2018 (CLC). - Carte orthophotographique de la commune de Mellionnec (limite communale en jaune). |

## Histoire

### Préhistoire
Un menhir est répertorié dans la commune, au nord de Cornec et un second, daté du néolothique, situé au "camp de Hacadour"  se trouve à proximité du canal de Nantes à Brest.  

### Antiquité
La voie romaine allant de Castennec à Vorgium (Carhaix) traverse la commune, passant par Botcol, Kerdoué et Trégarantec.

### Moyen-Âge
Mellionnec serait issu d'un démembrement de la paroisse de l'Armorique primitive de Plélauff, ou peut-être de celle de Plouray.
On fait mention de la paroisse de Mellionnec dans des chartes du XIIIe siècle relatives aux seigneurs du Léon (seigneurs de la paroisse avant les ducs de Rohan) et dans des actes de donation à l'abbaye de Bon-Repos, mais il y a tout lieu de croire qu'elle existait bien avant.

#### Seigneuries et maisons nobles

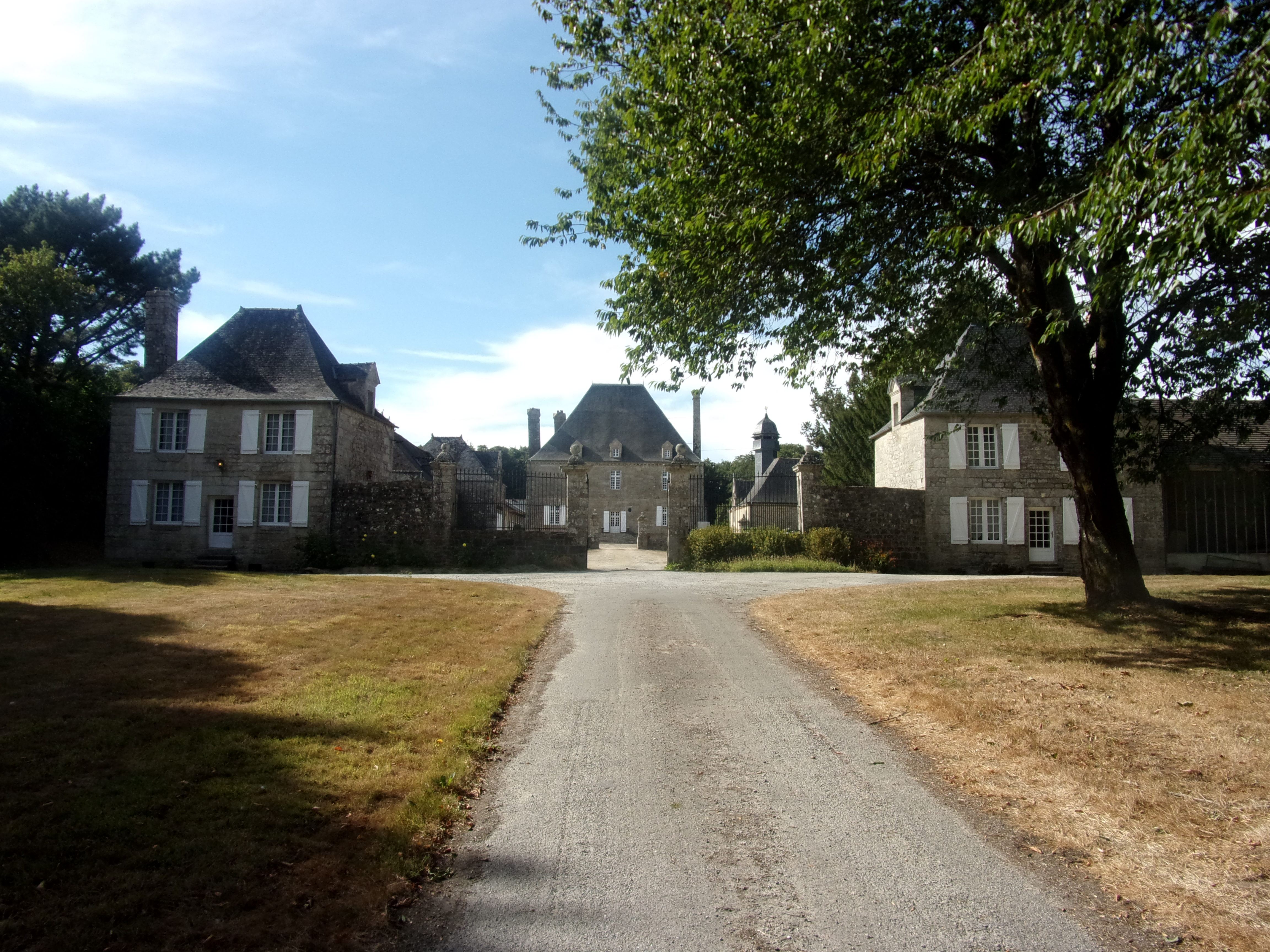
Corps principal et pavillons d'entrée du château de Trégarantec.

Selon un aveu de 1471 la châtellenie de Gouarec, un des trois membres de la vicomté de Rohan, « s'étendait sur treize paroisses ou trèves : Plouray, Mellionec, Plouguernével, Saint-Gilles, Gouarec, Plélauf, Lescouët, Penret ou Perret, Sainte-Brigitte, Silfiac, Cléguérec (partie nord), Saint-Aignan, Saint-Caradec, Trégomel. La résidence seigneuriale, dans cette châtellenie, était le château de Penret, aussi appelé le château des Salles, en Sainte-Brigitte ».

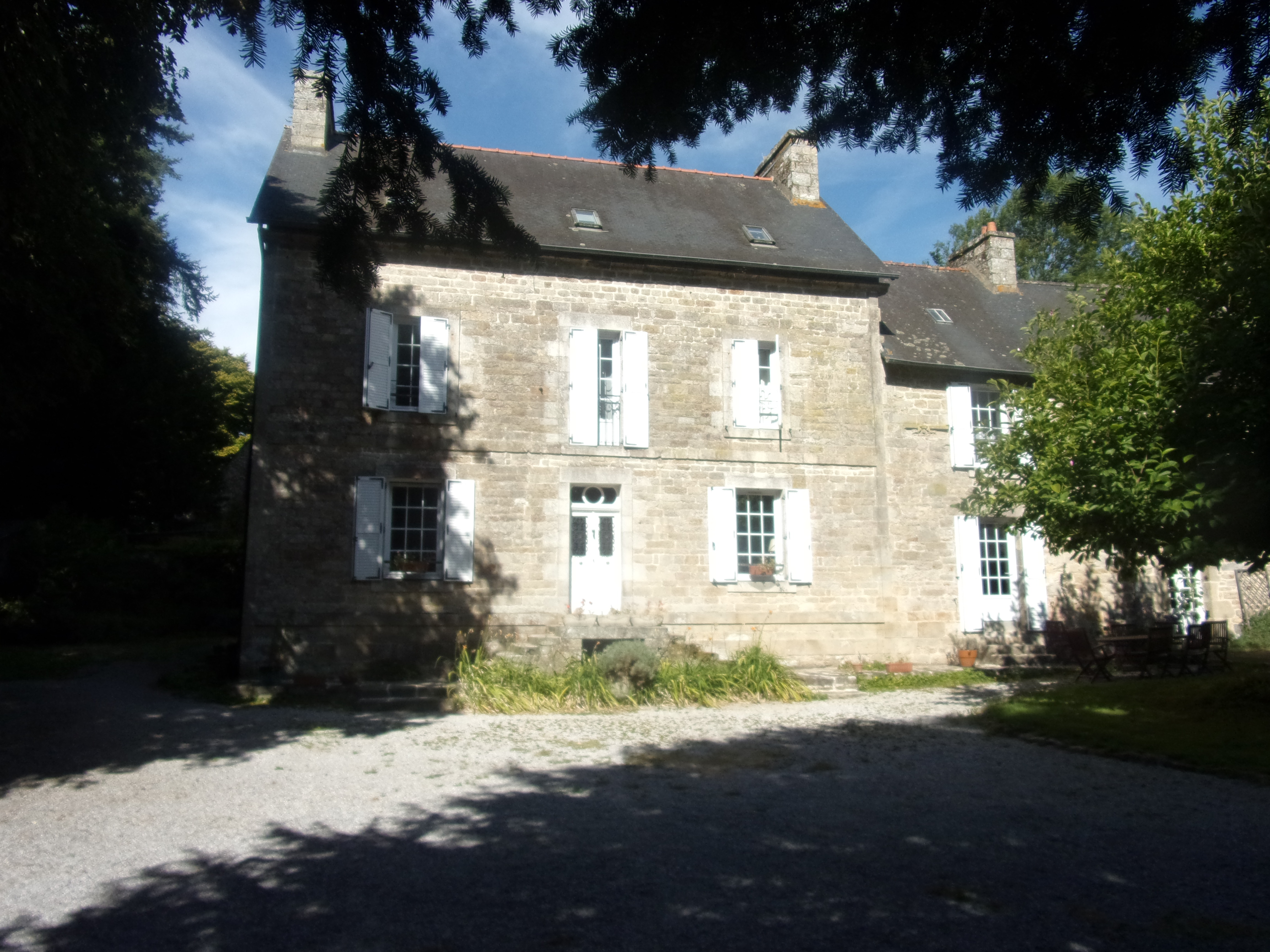
Corps ouest du manoir du Poul.

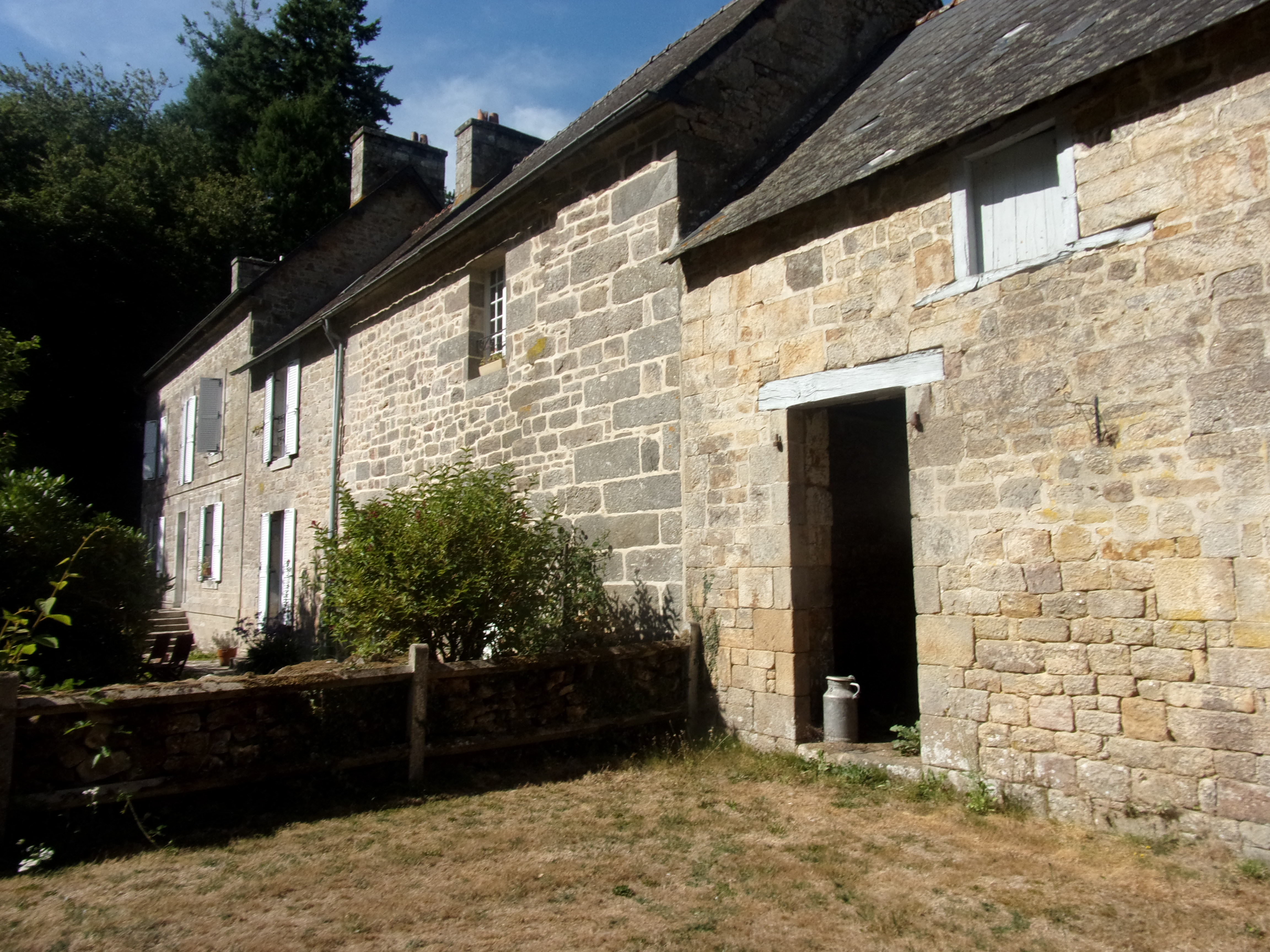
Le manoir du Poul vu de profil.

La seigneurie de Trégarantec était la plus importante seigneurie de la paroisse. Elle disposait du droit de moyenne et basse justice. Les seigneurs de Trégarantec étaient des vassaux des seigneurs de Guémené. Ils avaient leurs écussons peints dans les vitres de l'église paroissiale avec ceux des seigneurs du Poul. La seigneurie passa successivement entre les mains de différentes familles au cours des siècles. Les premiers seigneurs de Trégarantec portaient le nom de leur terre. Ainsi le plus ancien seigneur dont le nom nous soit parvenu se nommait Alain de Trégarantec et vivait en août 1271, date à laquelle il figure dans une vente faîte par Alice de Hennebont à Geoffroy de Rohan. Les armes de cette famille étaient : d'azur à trois pals d'argent. Louise de La Forest, dame de Kermanant, rend aveu pour la terre de Trégarantec en 1539. Le domaine appartient en 1620 à Charles de Maillé qui le vend à Yves, sieur de la Tour, qui le cède en 1622, à Pierre de Perrien et Hélène Urvoy sa femme. Louis de Perrien, fils de Pierre, possédait le domaine en 1663 et en 1680, il est entre les mains de René Jégou, sieur de Paule et de Trégarantec. Son fils, François René Jégou, mourut en 1721, laissant ses terres à son héritier, François Barthélémy Jégou, sieur du Laz. Ce dernier mourut en 1745. Son fils, Michel Marie Jégou, rendit aveu le 15 juillet 1751.
En plus du château de Trégarantec, il y avait dans la paroisse les manoirs du Poul, de Restambleiz, de Kergourant et de Kerhelegouarch. Le sieur du Poul, dans un aveu rendu à la cour de Guémené en 1628, déclare qu'il a un écusson dans l'église paroissiale de Mellionnec dans la vitre du côté de l'Évangile. Le manoir du Poul était au XVIIIe siècle aux mains des de Robien, sieur de Pontlo. Ils appartenaient à une des plus prestigieuses familles de Bretagne. Ils étaient de proches parents de Monsieur de Robien, président au mortier du parlement de Bretagne. Malheureusement, René Gabriel de Robien, qui résidait au manoir du Poul, ne faisait pas honneur à sa famille. Selon la légende, il y faisait danser nues des paysannes ingénues. Homme de mauvaise vie, il fréquentait notamment Marion du Faouët et sa troupe de voleurs de grand chemin. Son père le fit enfermer chez les sœurs de la Charité à Pontorson en 1752. Il recouvra la liberté en 1767 au décès de son père puis s'exila avec sa femme un temps à Jersey pour fuir ses créanciers car il était couvert de dettes.

### Temps modernes

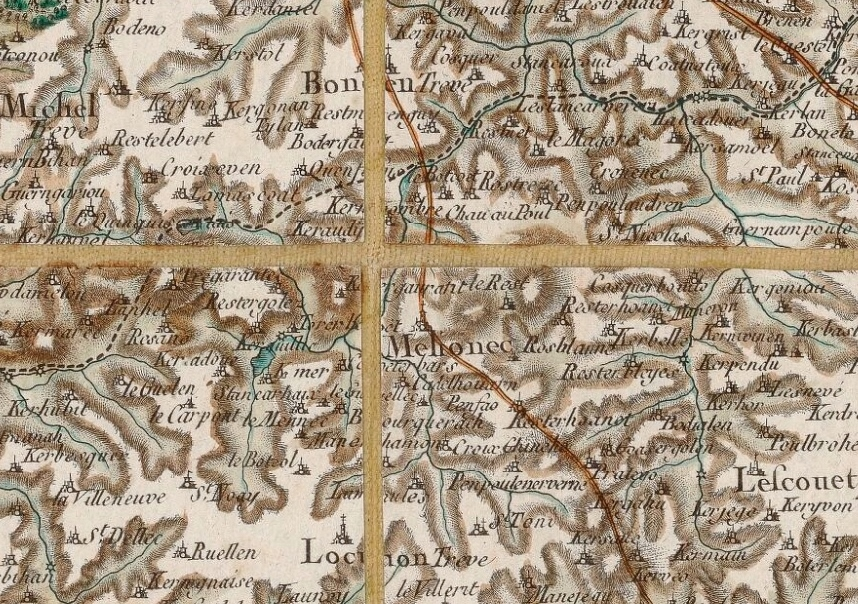
Carte de Cassini de la paroisse de Mellionnec et de ses environs (1787).

L'église de Mellionnec a été construite en 1647.
Jean-Baptiste Ogée décrit ainsi Mellionnec en 1778 :

« Melionec [Mellionnec] : à 15 lieues un quart au Nord-Ouest de Vannes, son évêché ; à 24 lieues trois quarts de Rennes ; et à 4 lieues un sixième de Corlai [ Corlay ], sa subdélégation. Cette paroisse, dont la cure est à l'Ordinaire, ressortit à Hennebon [ Hennebont ], et compte 1000 communiants. M. le Prince de Guemené en est le seigneur. »

Les seigneurs de Trégarantec disposaient des droits de moyenne et basse justice : au XVIIIe siècle le château de Trégarantec appartenait à la famille Jégou du Laz.

### Révolution française
Bien que la paroisse de Mellionnec ait fait partie du diocèse de Vannes (doyenné de Guémené) sous l'Ancien Régime, la commune de Mellionnec est rattachée au département des Côtes-du-Nord et dépend donc désormais du diocèse de Saint-Brieuc.
Mellionnec est chef-lieu de canton de 1790 jusqu'en l'an X. François-Marie Saint-Jalmes assure l'interrogatoire de 17 personnes suspectées d'être des Chouans. Mellionnec est rattaché au canton de Gouarec en 1801.
Pendant la Révolution Française, le 19 juin 1795, les Chouans au retour de leur coup de main sur la poudrière de Pont-de-Buis, firent une halte au château de Trégarantec avant de se séparer en deux groupes. Cet imposant édifice, cerné de bois impénétrables, était un refuge et une place d'armes pour les Chouans qu y cachèrent leur butin dans ses immenses caves voûtées.

### LeXIXesiècle

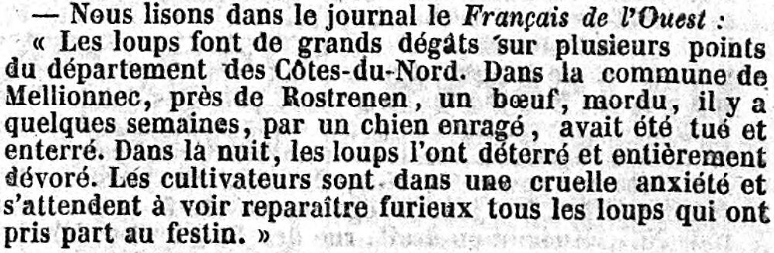
Article retranscrit dans le Journal des débats politiques et littéraires du 30 septembre 1842 concernant la présence de chiens enragés et de loups à Mellionnec.

A. Marteville et P. Varin, continuateurs d'Ogée,décrivent ainsi Mellionnec en 1853 :

« Mellionnec (sous l'invocation de saint Pierre) : commune formée de l'ancienne paroisse de ce nom ; aujourd'hui succursale. (...) Principaux villages : le Penhez, Kerguillic, Kergouran, Kernombre, le Poul, Pen-Poul-Audren, Cornec, Hacadour, Cosquer-Bouleau, Rénernic, Kerbellec, Reste au-Blayesse, Boudalien, Reste-en-Houennet, Goas-ar-Golen, Pradeguiou, Kervève, Kerzèze, Minigue, Kergoas, Saint-Auny, Lhomelus, Croix-Hincho, Botcol, Kervero, Rescano, Kermez, Coat-an-Bars. Superficie totale : 2 422 hectares, dont (...) terres labourables 1 077 ha, prés et pâturages 250 ha,
bois 61 ha, vergers et jardins 14 ha, landes et incultes 946 ha (...). Moulins : 5 (de Kergourant, du Pont, de Duot, du Poul, à eau). (...). Il y a foire le 20 janvier, le 26 juin et le 27 juillet. Géologie : constitution granitique. On parle le breton. »

Le château de Trégarantec est habité en 1853 par son propriétaire d'alors, M. Le Guen. Les manoirs du Poul et de Kergourant en dépendent et sont devenus de simples fermes.
Joachim Gaultier du Mottay écrit en 1862 que Mellionnec dispose d'une école mixte ayant 35 élèves, qu'on y parle le breton, sur trois foires y sont organisées (les 20 janvier, 26 juin et 27 juillet), que « son territoire est accidenté, boisé dans ses parties productives, nu et découvert dans celles qui ne le sont pas », que les terres y sont « sablonneuses, légères et médiocres, [les] prés de qualité médiocre faisant à peu près le neuvième de la superficie » et que les landes sont très étendues, occupant environ le tiers de la commune.
Lors du pardon de Notre-Dame de Pitié qui se tenait chaque année le 29 janvier, il était d'usage d'y conduire tous les chiens du pays.

### LeXXesiècle
À partir de 1920, la population de Mellionnec diminue fortement en raison de l'exode rural. En un siècle, la population est passée de 1407 habitants (1921) à 389 habitants (2018).

#### La Belle Époque

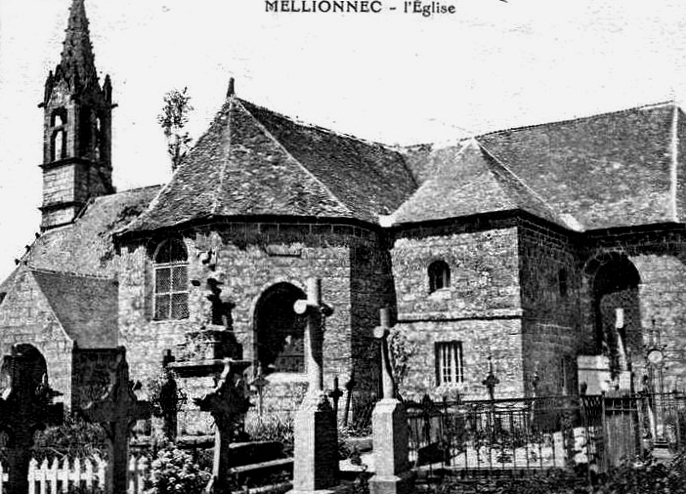
L'église paroissiale de Mellionnec entourée de son cimetière au début du XXe siècle.
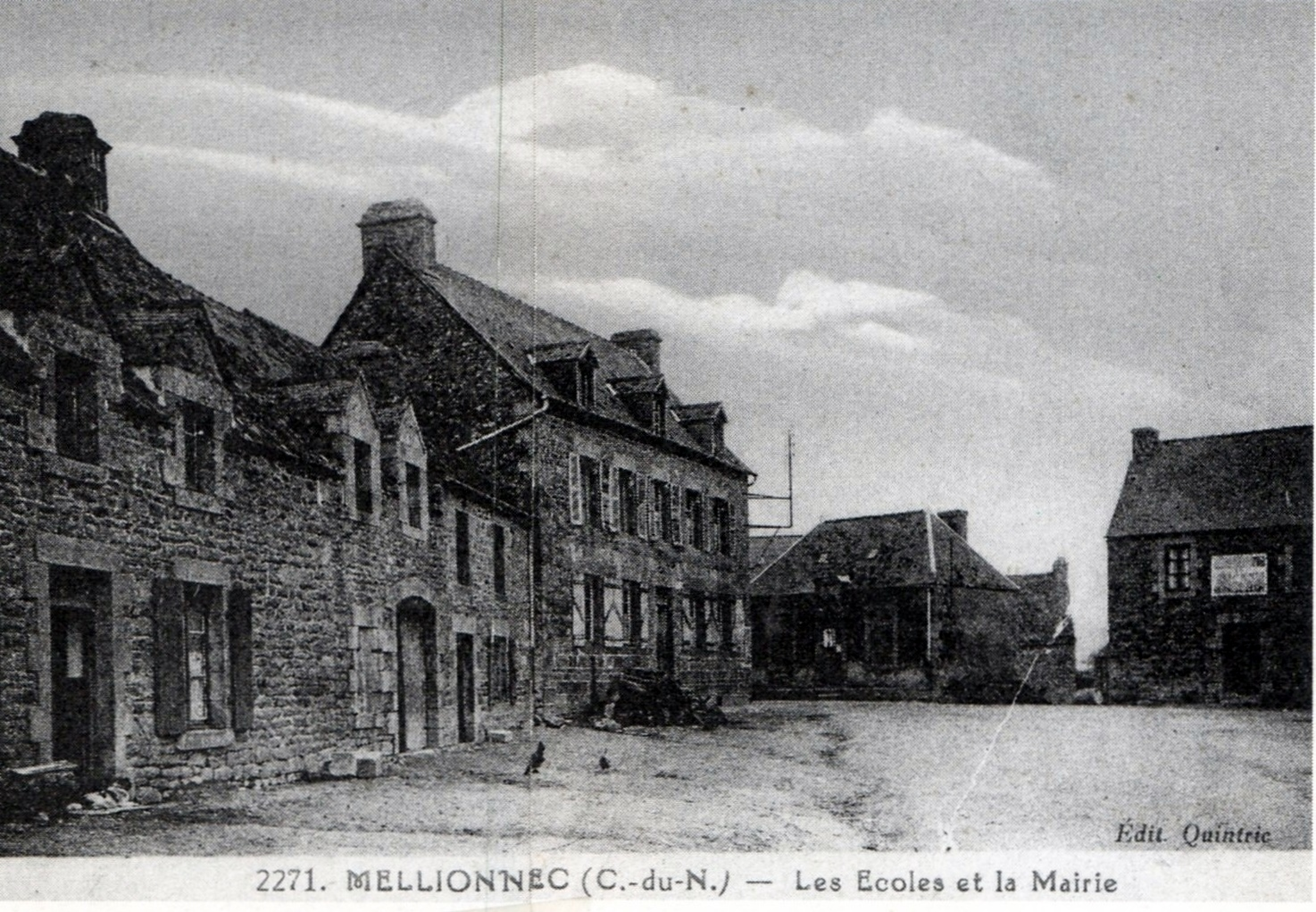
Le bourg de Mellionnec au début du XXe siècle (carte postale).
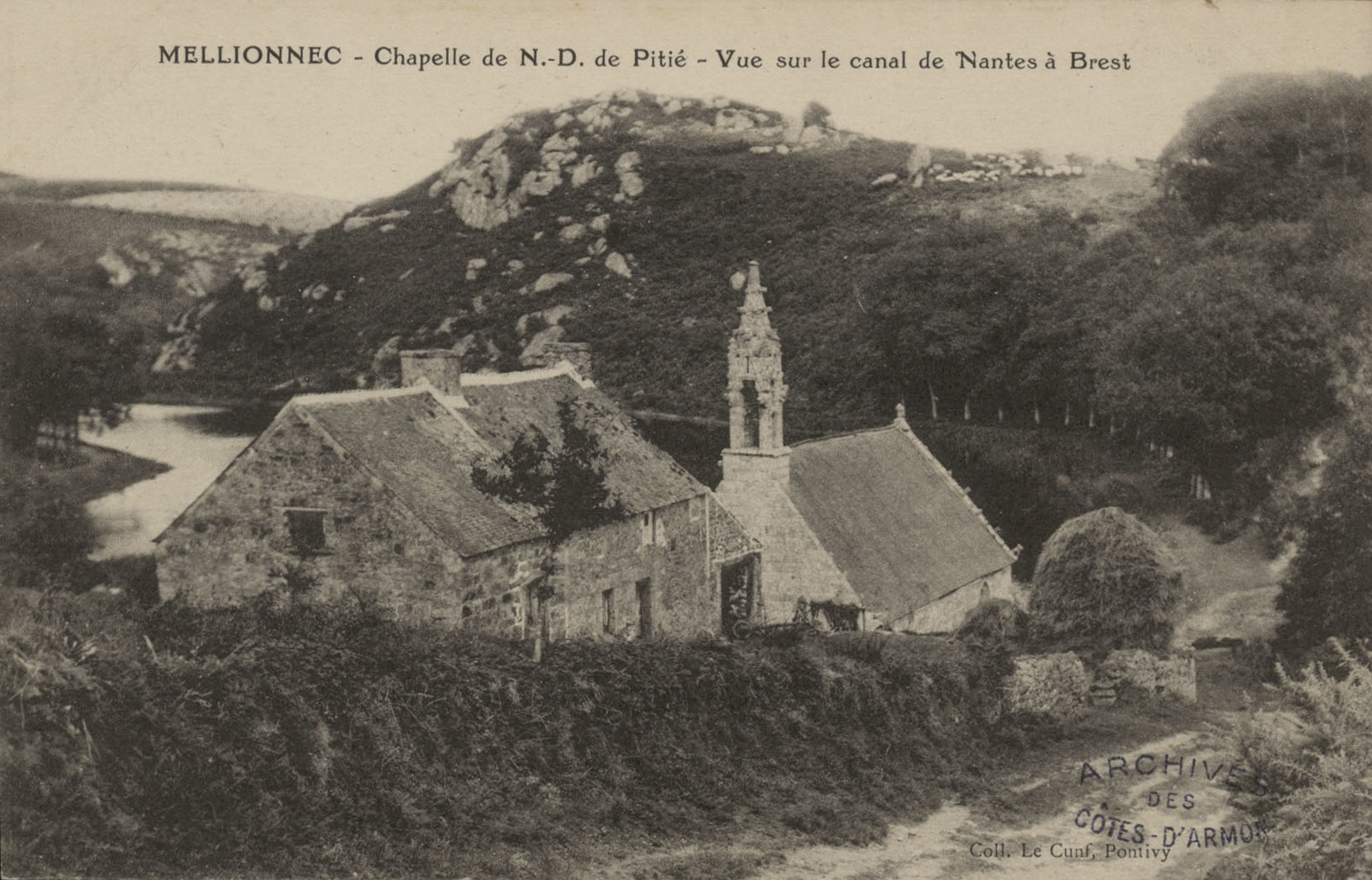
La chapelle Notre-Dame de Pitié et le canal de Nantes à Brest au début du XXe siècle.

#### La Première Guerre mondiale

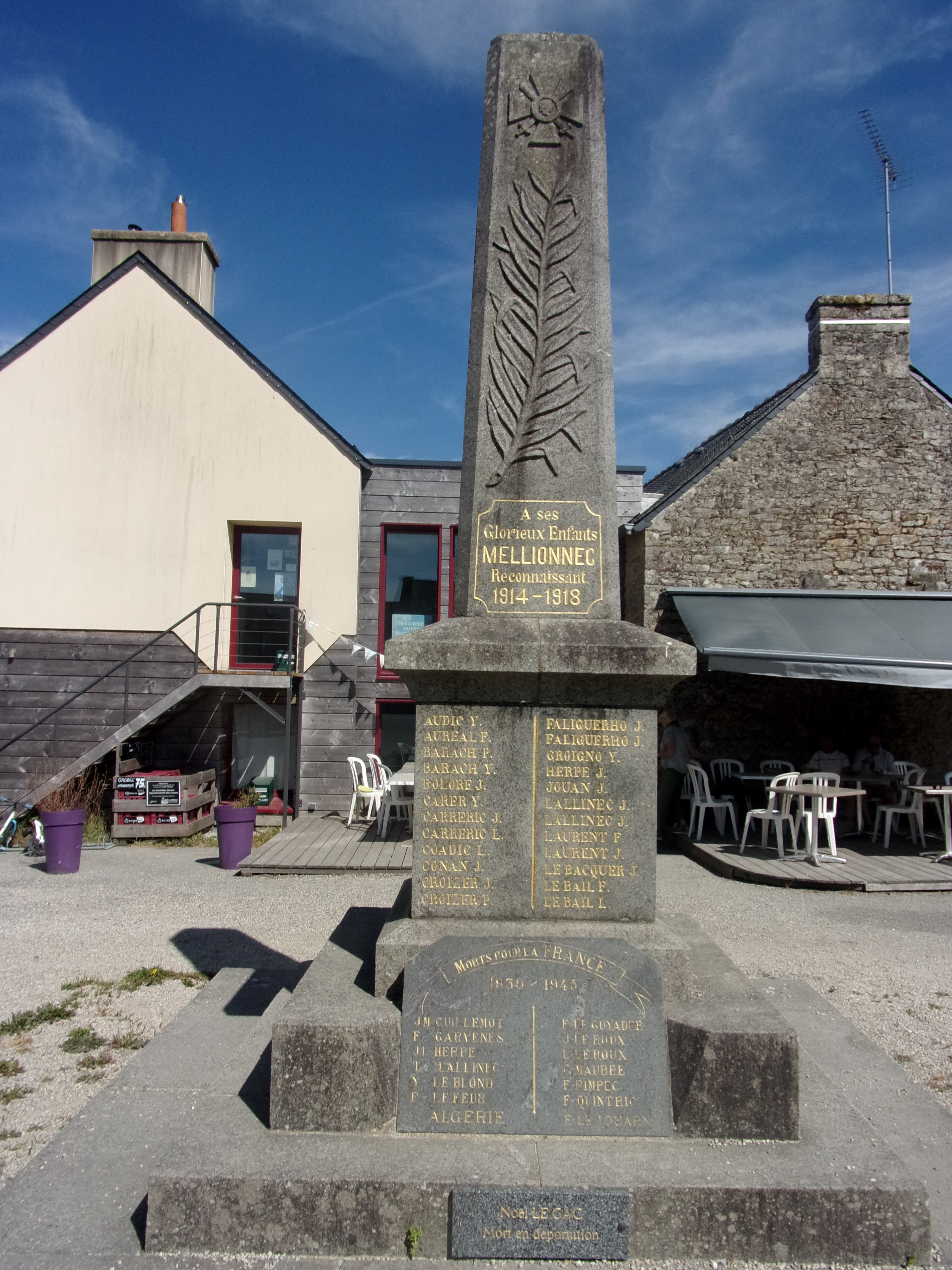
Monument aux morts de Mellionnec

Le monument aux morts de Mellionnec porte les noms de 77 soldats morts pour la France pendant la Première Guerre mondiale.
Un soldat originaire de Mellionnec, François Laurent, du 247e régiment d'infanterie fut fusillé pour l'exemple le 19 octobre 1914 à Châlons-sur-Marne (Marne) pour « abandon de poste devant l'ennemi suite à une automutilation » par décision du conseil de guerre de la 4e armée. Les autonomistes bretons de l'Entre-deux-guerres ont prétendu qu'il n'avait pas pu se défendre car, parlant seulement breton, il ignorait le français
.
Le 9 décembre 1933, la cour spéciale de justice militaire a annulé le jugement du conseil de guerre de la 4e armée, qui avait condamné le 18 octobre 1914 François Marie Laurent, à la peine de mort pour abandon de poste en présence de l'ennemi. De ce fait, la mémoire du soldat a été réhabilitée. La cour condamne l’État à payer des dommages-intérêts à Mme Laurent ainsi qu'à ses deux enfants. Une cérémonie officielle organisée principalement par M. Le Guen, ancien maire de Mellionnec, est organisée le 5 août 1934. Cette réhabilitation solennelle provoqua des polémiques.

#### L'Entre-deux-guerres
Le monument aux morts de Mellionnec, qui a la forme d'un obélisque placé sur un pilier et orné d'une croix latine est situé sur la place de l'église. Il a été inauguré après la Première Guerre mondiale.

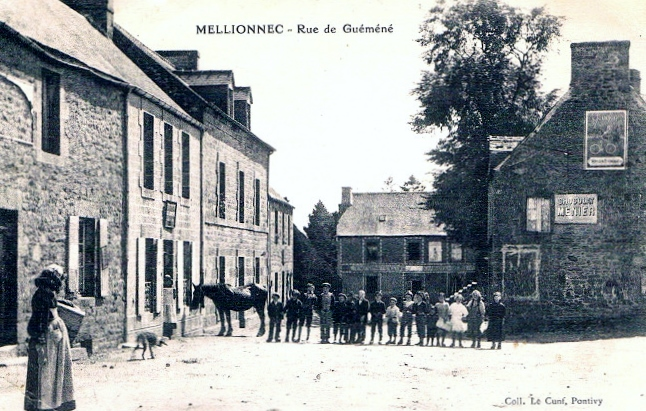
Mellionnec : la rue de Guémené vers 1925 (carte postale).

En 1928, la chapelle Saint-Hervé, totalement effondrée, est considérée comme irréparable.
Le 28 février 1935 la foudre tomba sur l'église de Mellionnec, faisant tomber le clocher et détruisant la toiture : « on estime à plus de 20 m³  le volume des matériaux projetés dans toutes les directions, et qui sont aller briser, jusqu'à 50 mètres de distance, les monuments funéraires du cimetière voisin ».
En 1936 un cultivateur de Mellionnec voulut prénommer son fils "Hitler", ce qui fut refusé car aucun saint du calendrier ne porte ce nom et malgré « le respect porté au chancelier du Reich allemand » (!) ; le père choisit finalement le prénom "Hilaire", dont la consonnance est presque semblable.

#### La Seconde Guerre mondiale
De nombreux maquisards de la commune participèrent à la Résistance. Certains y laissèrent la vie. Par exemple Le Matin, alors journal collaborationniste, écrit le 7 décembre 1943 qu'« un des bandits [en fait un résistant] qui avait pris part à l'attaque de la gendarmerie de Guémené-sur-Scorff a été arrêté à Mellionnec ».
L'ancien lieutenant de marine François Le Guyader, habitant Mellionnec, est engagé dans la résistance dans le mouvement Libération-Nord, section de Guéméné sur Scorff. Cet homme participe en tant que chef de section aux combats de Kergoët en Langoëlan le 1er juillet 1944. Finalement c'est une victoire de la résistance contre l'occupant. Dans le combat, François Pimpec, de Mellionnec est tué, alors que le lieutenant Le Guyader ainsi que le sergent parachutiste Bonis sont capturés par les Allemands. On retrouve le corps de François le Guyader à la fin de la guerre, avec de nombreux autres cadavres, dans une fosse sur la commune de Berné dans le Morbihan. François Quintric, qui participa aux combats de Langoëlan, est arrêté le lendemain du coup de force de la Résistance, à la suite d'une dénonciation, dans l'une des dépendances du château de Trégarantec. Emmené au Faouët, il y subit des interrogatoires, et meurt des suites de la torture qu'il subit.
François le Guyader, François Pimpec et François Quintric sont inscrits sur le monument aux morts de Mellionnec en compagnie de 9 autres militaires morts pour la France dans la Seconde Guerre mondiale.
Arrêté pour activités FTP, Léon Guilloux, né à Mellionnec, est jugé et condamné à la peine de mort le 29 juin 1944, et fusillé le lendemain à Saint-Jacques-de-la-Lande (35). Hervé Botros, un automiste breton, aurait aidé à son arrestation ; il est lui-même fusillé à Quimper le 21 septembre 1945.
Un autre résistant FTP, membre de la compagnie Suy Moquet, Roger Quintric, né à Mellionnec le 6 juillet 1920, inspecteur de police, est arrêté le 6 janvier 1944 et fusillé en même temps que 11 autres résistants, après avoir été atrocement torturé le 6 mai 1944 au camp de manœuvre de Ploufragan.
Des résistants ont survécu à la guerre, par exemple Noël Le Gac.

#### L'après-Seconde-Guerre-mondiale
Un sous-officier originaire de Mellionnec, Edmond Le Louarn est mort pendant la Guerre d'Algérie.

### Le renouveau (années 1990-2020)
Depuis les années 1990, le village connaît un renouveau économique et culturel. Des néoruraux s'installent sur la commune, l'école ouvre à nouveau, et plusieurs commerces s'installent : un boulanger bio, devenu une SCOP, un café épicerie (Folavoine), une librairie (2018), l'auberge À la belle étoile en 2023, ainsi qu'une école de cinéma documentaire, Skol Doc. Le bourg connaît ainsi un rajeunissement de sa population et a pu enrayer son déclin démographique : entre 2013 et 2016, les effectifs de l'école primaire ont presque doublé. Près de dix naissances ont été enregistrées en 2016. Près de 25 % de la population a moins de 20 ans en 2018.
Chaque année, depuis 2007, au mois de juin, sont organisées Les Rencontres du film documentaire de Mellionnec.

## Politique et administration
| Période                                  | Période                   | Identité                         | Étiquette | Qualité                                                                                                  |
| ---------------------------------------- | ------------------------- | -------------------------------- | --------- | --- |
| 1793                                     | 1795                      | François Saint-Jalmes            |           | Meunier et cultivateur. Juge de paix du canton de Mellionnec.                                            |
|                                          |                           | Le Goff                          |           | |
| avant 1802                               | 1812                      | Jean Le Duigou                   |           | |
| 1812                                     | 1832                      | Jean Joseph Ollivier             |           | Cultivateur.                                                                                             |
| 1832                                     | 1846                      | Yves Le Barzic                   |           | Cultivateur.                                                                                             |
| 1846                                     | 1863                      | François Rolland                 |           | Meunier au moulin du Poul.                                                                               |
| 1864                                     | après 1869                | Jean Rolland                     |           | Meunier au moulin du Poul. Fils de François Rolland, maire précédent.                                    |
| avant 1883                               | 1884                      | Jean-Louis Tabaric               |           | Meunier.                                                                                                 |
| 1884                                     | 1892                      | Germain Barach                   |           | Laboureur.                                                                                               |
| 1892                                     | 1900                      | Jean-Louis Tabaric               |           | Déjà maire en 1883-1884.                                                                                 |
| 1900                                     | 1905                      | Louis Le Guen                    |           | Habitait le château de Trégarantec.                                                                      |
| 1905                                     | 1912                      | Adolphe Le Guen                  |           | Propriétaire du château de Trégarantec.                                                                  |
| 1912                                     | 1917                      | Jean-Marie Jouanno               |           | Laboureur.                                                                                               |
| 1918                                     | après 1922                | Pierre Rouillé.                  |           | Laboureur.                                                                                               |
| 1925                                     | 1945                      | Jean Louis Le Nestour.           |           | Cultivateur.                                                                                             |
| Les données manquantes sont à compléter. |                           |                                  |           | |
|                                          |                           |                                  |           | |
| mars 1959                                | mars 1983                 | Jean-Marie Le Corre, (1920-2013) | PCF       | Agriculteur                                                                                              |
| mars 1983                                | juin 1995                 | Joseph Lallinec (1924-2005)      | PCF       | Retraité de l'enseignement Officier des Palmes académiques                                               |
| juin 1995                                | décembre 2003 (démission) | Michel Balbot                    | Les Verts | Formateur Conseiller régional de Bretagne (1992 → 2010) Président de la CC du Kreiz-Breizh (2001 → 2008) |
| janvier 2004                             | mars 2008                 | Odette Delplace                  | SE        | |
| mars 2008                                | novembre 2023             | Marie-José Fercoq                | DVG       | Pharmacienne, conseillère départementale depuis 2021                                                     |
| fevrier 2024                             | En cours                  | Pierre-Yves DANIEL               | SE        | Chargé d'études en système d'information géographique                                                    |
| Les données manquantes sont à compléter. |                           |                                  |           | |

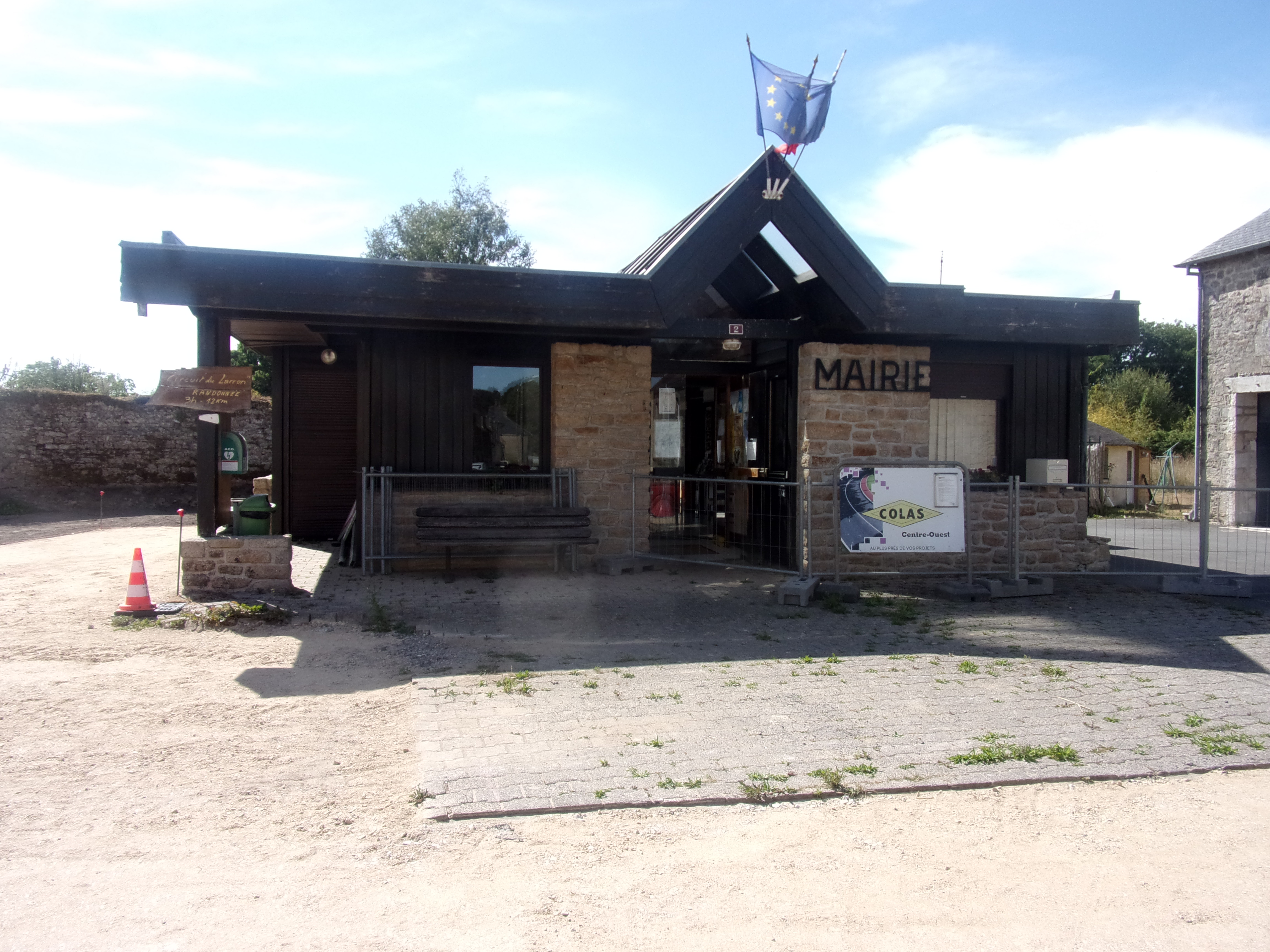
la mairie de Mellionnec.

La commune est adhérente à BRUDED (Bretagne Rurale et Rurbaine pour un Développement Durable).

## Économie

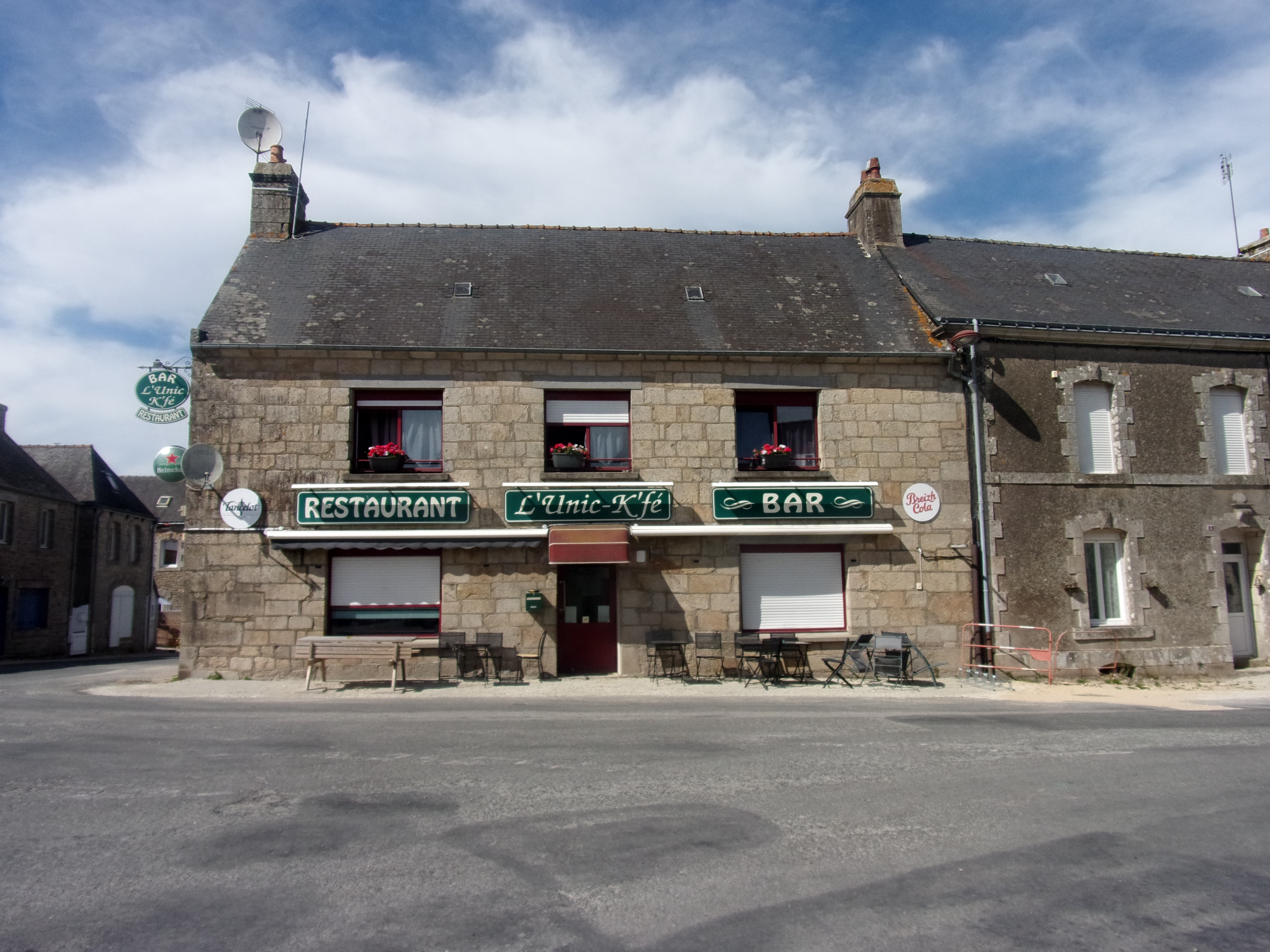
Le bar-restaurant du bourg en 2022.

Mellionnec est un des rares villages en France à réunir les 3 structures de l'ESS (Économie Sociale et Solidaire): SCOP de l'Arbre à Pain, les SCIC Folavoine et Le village coopératif, et le PTCE (Pôle Territorial de Coopération Économique) de l'Éco Domaine Le Bois du Barde. Certains citoyens sont engagés depuis plusieurs années pour développer des alternatives économiques, créer de l'emploi, et permettre de rester vivre et travailler sur le territoire.
Mellionnec est connu pour sa transition écologique grâce notamment au PTCE de l'Éco Domaine du Bois du Barde qui est le seul PTCE en France basé sur une ferme paysanne[réf. nécessaire]. Il est constitué de 2 entreprises une ferme bio en arboriculture pommes à cidre et sève de bouleau, une aire naturelle de camping avec l'écolabel européen, 2 yourtes et une roulotte, ainsi que 2 associations : l'association koed barz qui a la charge de la partie pédagogique et des événements culturels, et l'association breizh coopération qui propose des ateliers, des stages et l'essaimage de la gouvernance partagée, la sociocratie et la permaculture.

## Vie culturelle
Mellionnec est connu pour son festival du film documentaire organisé par l'association Ty Films, « Les Rencontres du film documentaire », organisé le dernier week-end de juin. Employant l'équivalent de neuf salariés à temps plein, l'association a permis de relancer l'activité du bourg, avec l'installation par exemple d'une épicerie bio, de l'hôtel appelé auberge À la belle étoile ou d'un restaurant,.

## Associations locales
- Ty Films, association organisatrice des Rencontres du film documentaire[62].
- Kizellan - exposition biennale dans le bourg de Mellionnec.
- PTCE Eco Domaine Le Bois du Barde.
- Association des parents d'élèves de l'école publique Maria Chevalier
- L'intelligence des mains - mettre en place des marchés d'artisanat d'art.
- L'ASEM (Association de Sauvegarde de l'Eglise de Mellionnec) - organisation d'événements pour la sauvegarde du patrimoine religieux.

## Culture locale et patrimoine

### Costume
Mellionnec fait partie du territoire Pourlet (anciennement Pays Gwenedour), caractérisé autrefois par ses costumes aux mille boutons. Celui-ci sera porté par les hommes jusqu'en l'entre-deux-guerres. C'était en quelque sorte l'habit de sortie. Au XIXe siècle, l'habit des hommes est en lin et de ce fait est de couleur « écrue ». Toutes les couches de la société le portent. Au XXe siècle, le gilet et la veste seront faits de velours et seuls les gens d'une certaine condition pourront l'acquérir. Les femmes âgées porteront cette tenue de fête jusqu'au milieu des années 1960. On peut admirer encore ce costume dans les fêtes folkloriques. Le cercle du Croisty en Morbihan est actuellement l'un des dépositaires de ces habits traditionnels du pays Pourlet.

### Lieux et monuments
- L'église Saint-Jean-Baptiste, dédiée à saint Jean-Baptiste, fut rebâtie en 1647 du temps du recteur Le Coguic. Le clocher et la tribune furent endommagés par la foudre le 24 février 1935. Le maître-autel date du XVIIe siècle[63].
- Le château de Trégarantec, partiellement inscrit au titre des monuments historiques[64].

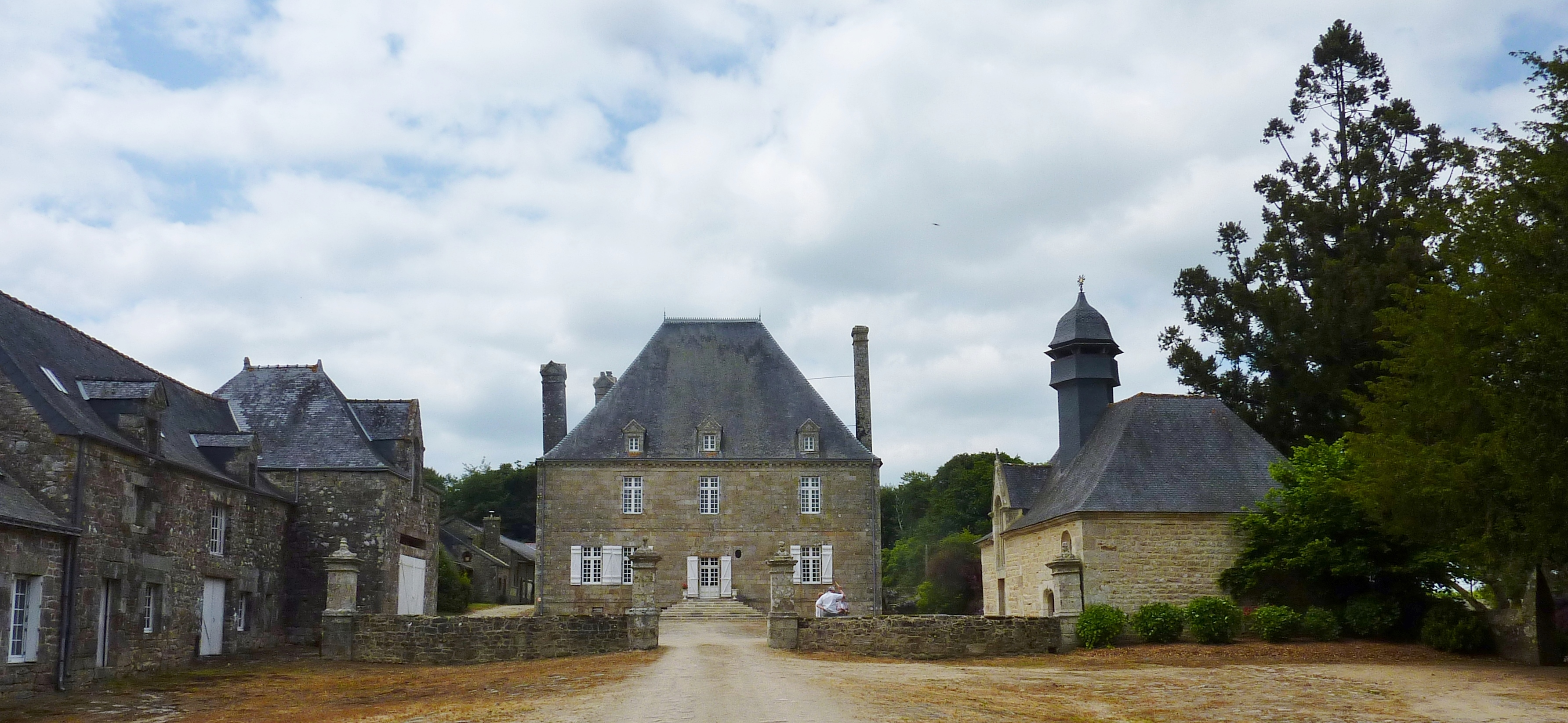
Château de Trégarantec : vue extérieure d'ensemble depuis l'entrée de la propriété.
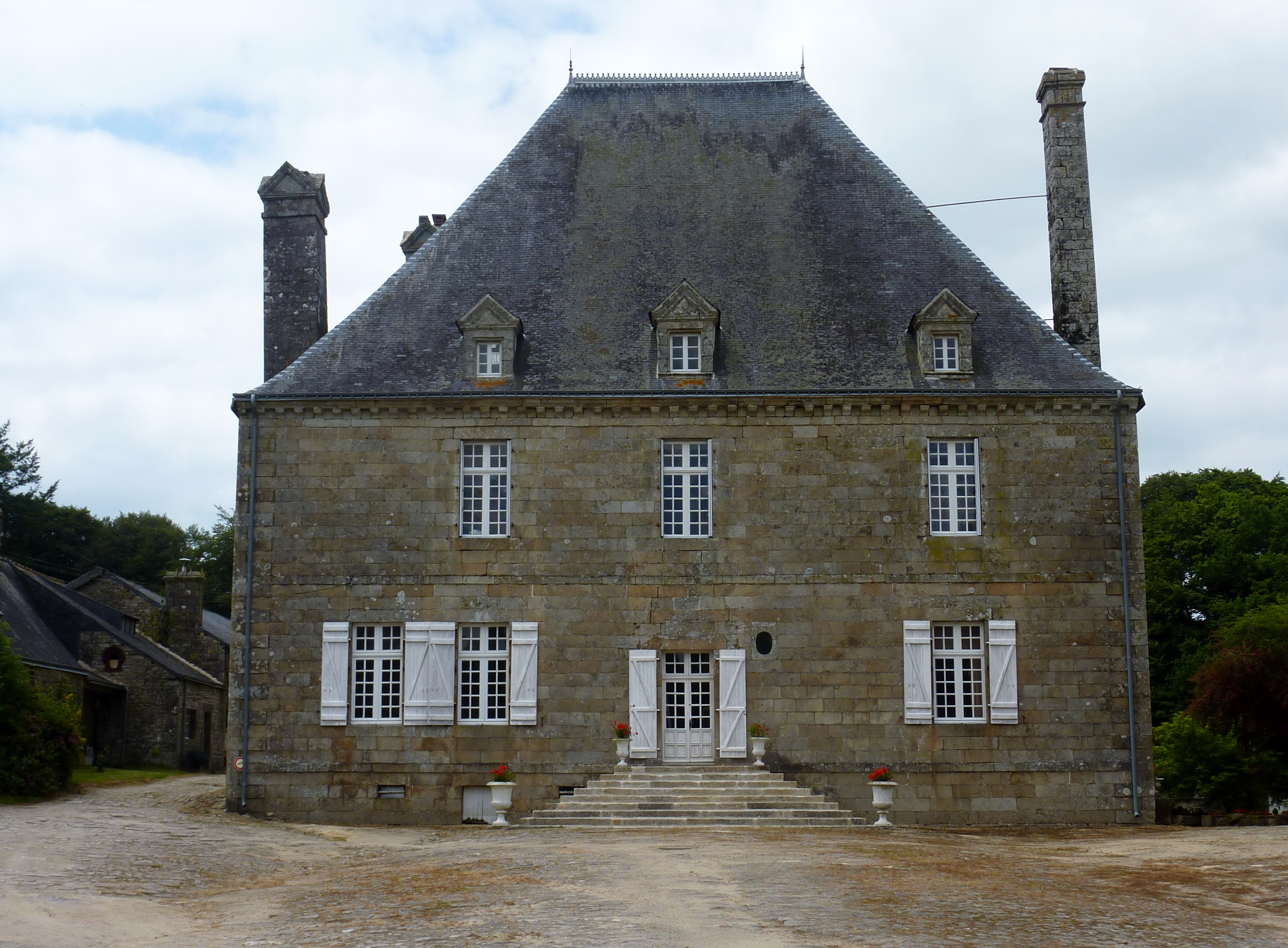
Château de Trégarantec : la façade vue depuis la cour d'honneur.
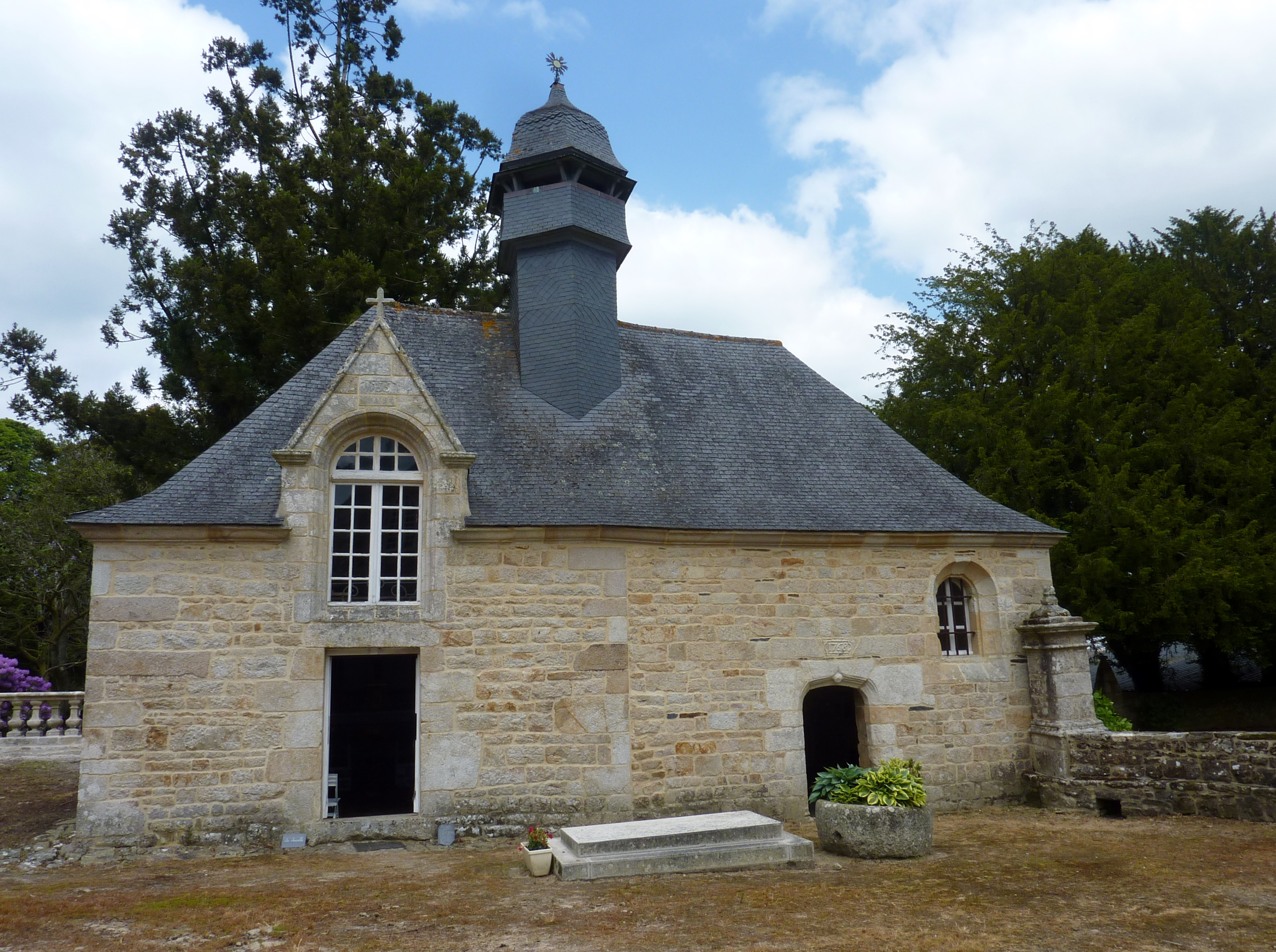
La chapelle du château de Trégarantec : vue extérieure d'ensemble.
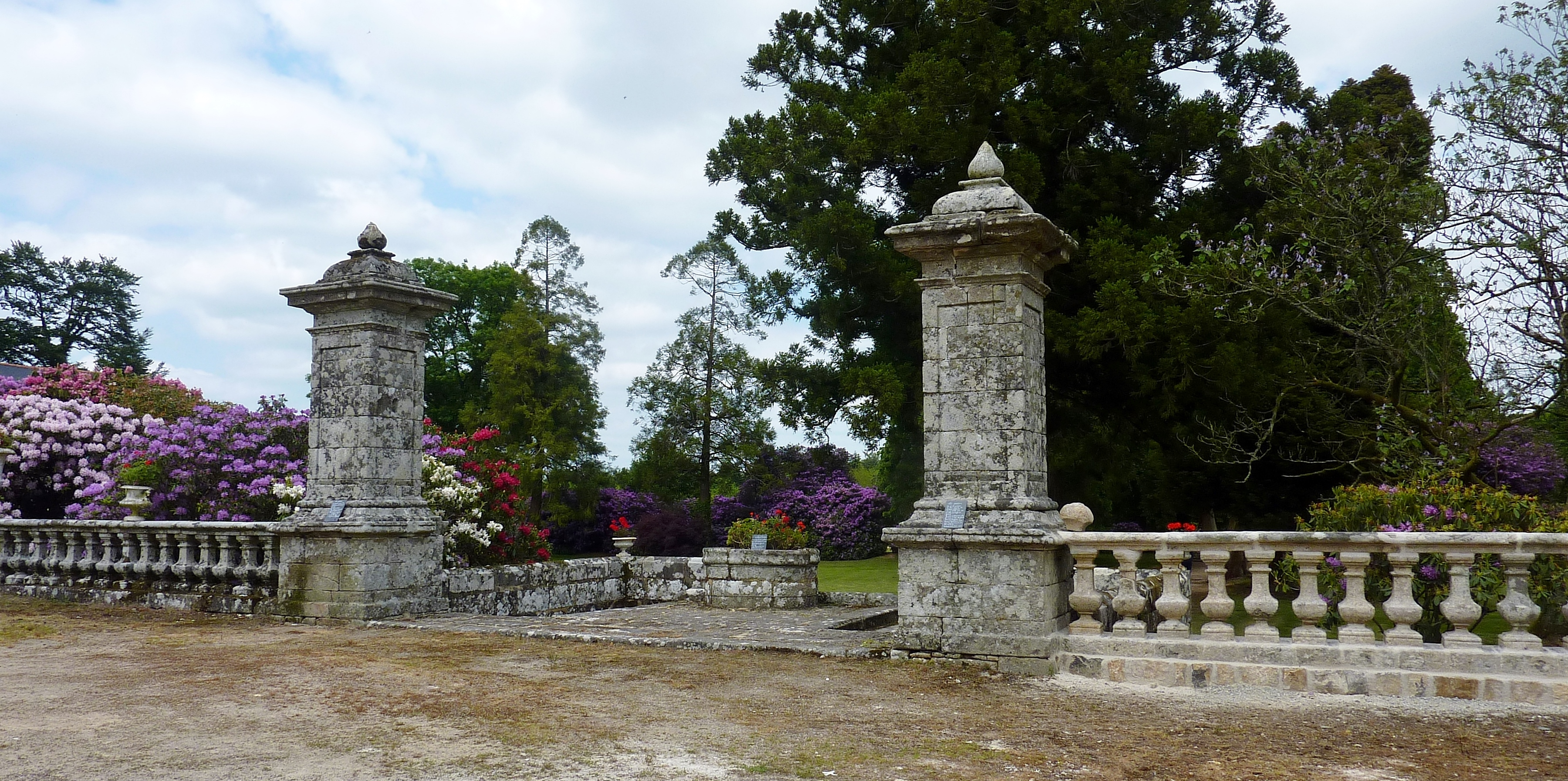
Château de Trégarantec : piliers et balustres de l'entrée des jardins.
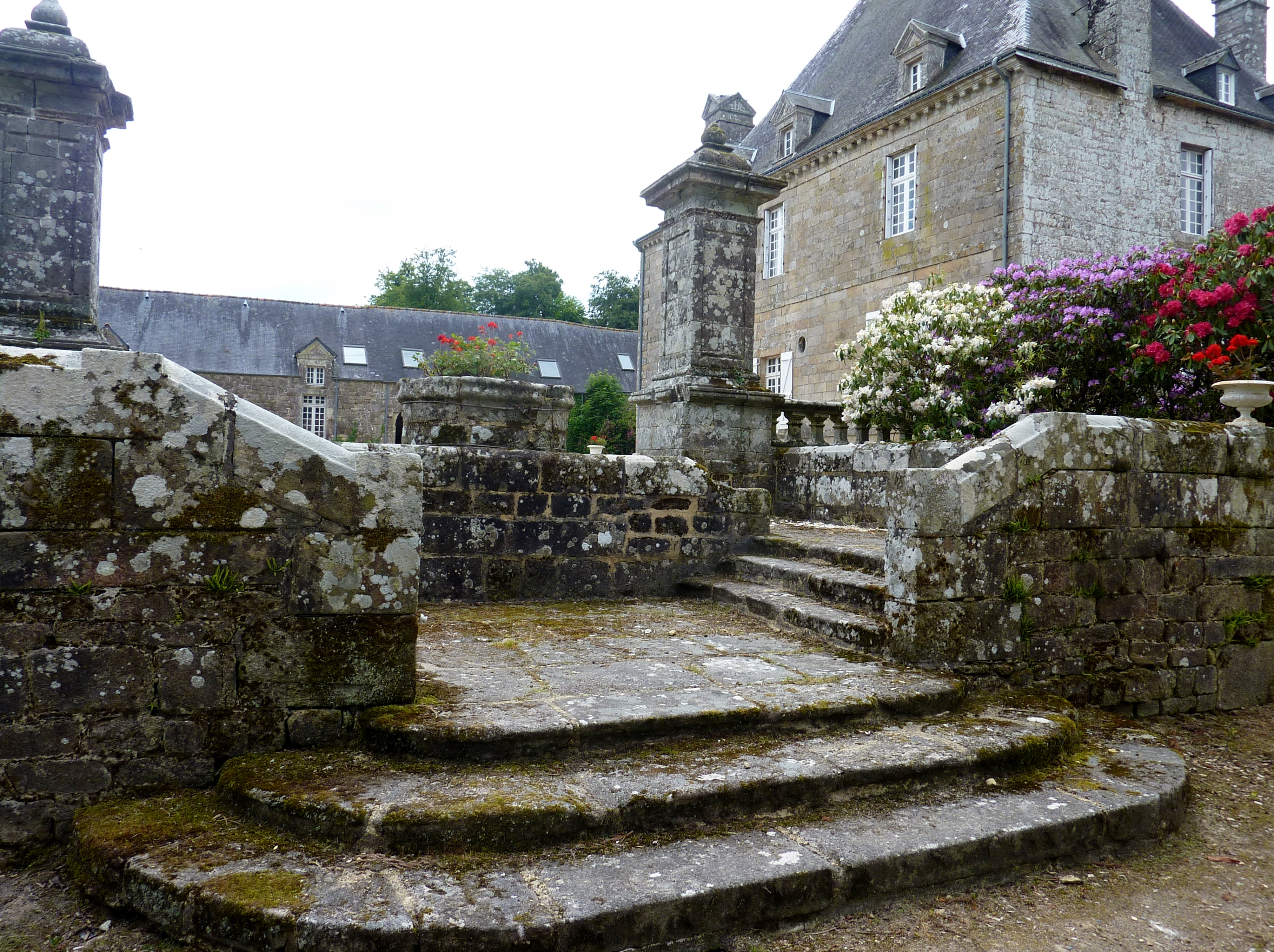
Château de Trégarantec : l'escalier d'honneur, fermé par deux piliers entourés d'une balustrade en granite ouvragé, vu côté jardin.

- Le manoir du Poull, inscrit à l'inventaire général du patrimoine culturel[65], situé à l'écart du bourg dans un endroit isolé. Construit en 1613, il sert aujourd'hui de chambre d'hôtes[66].
- Le manoir de Kergouran, situé à l'ouest du bourg, inscrit à l'inventaire supplémentaire des monuments historiques[67].

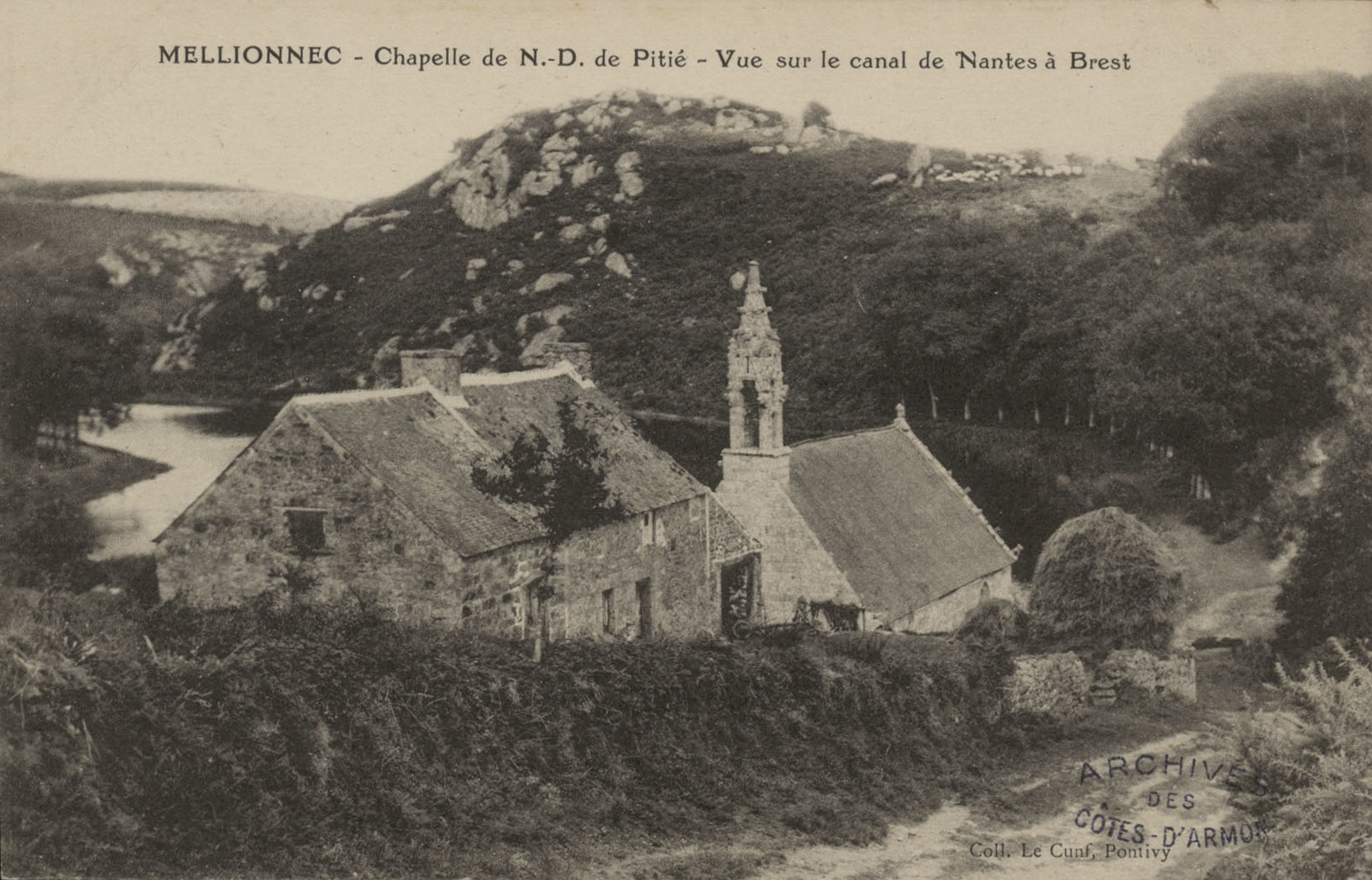
La chapelle Notre-Dame de Pitié, en bordure du canal de Nantes à Brest (vers 1920).

- Le manoir de Kerbellec : il date de la fin du XIXe siècle[68].
- la chapelle Notre-Dame-de-la-Pitié, inscrite au titre des Monuments historiques[69]. Elle a été édifiée par la famille de Boutteville au début du XVIe siècle. La chapelle abrite une Piétà et une statue de saint Gildas. Cette dernière fut semble-t-il retirée de l'édifice au moment de la Révolution par les fidèles puis enterrée afin d'échapper à la destruction. Elle retrouvera naturellement sa place dans la chapelle après les événements. Le canal de Nantes à Brest borde la chapelle où il forme une sorte d'anse. Dans le lit du canal coule le ruisseau original, le petit Doré sur lequel fut bâti un pont gallo-romain tout près de la chapelle. Ce pont existe toujours et il est visible lorsque le canal est vidé. Ce pont reliait au début du XIXe siècle, Mellionnec à Plouguernével situé sur l'autre rive[70].

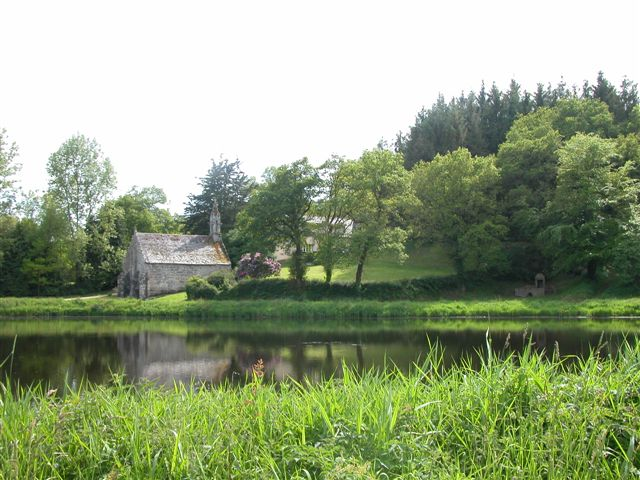
La Chapelle Notre-Dame de la Pitié en 2005.
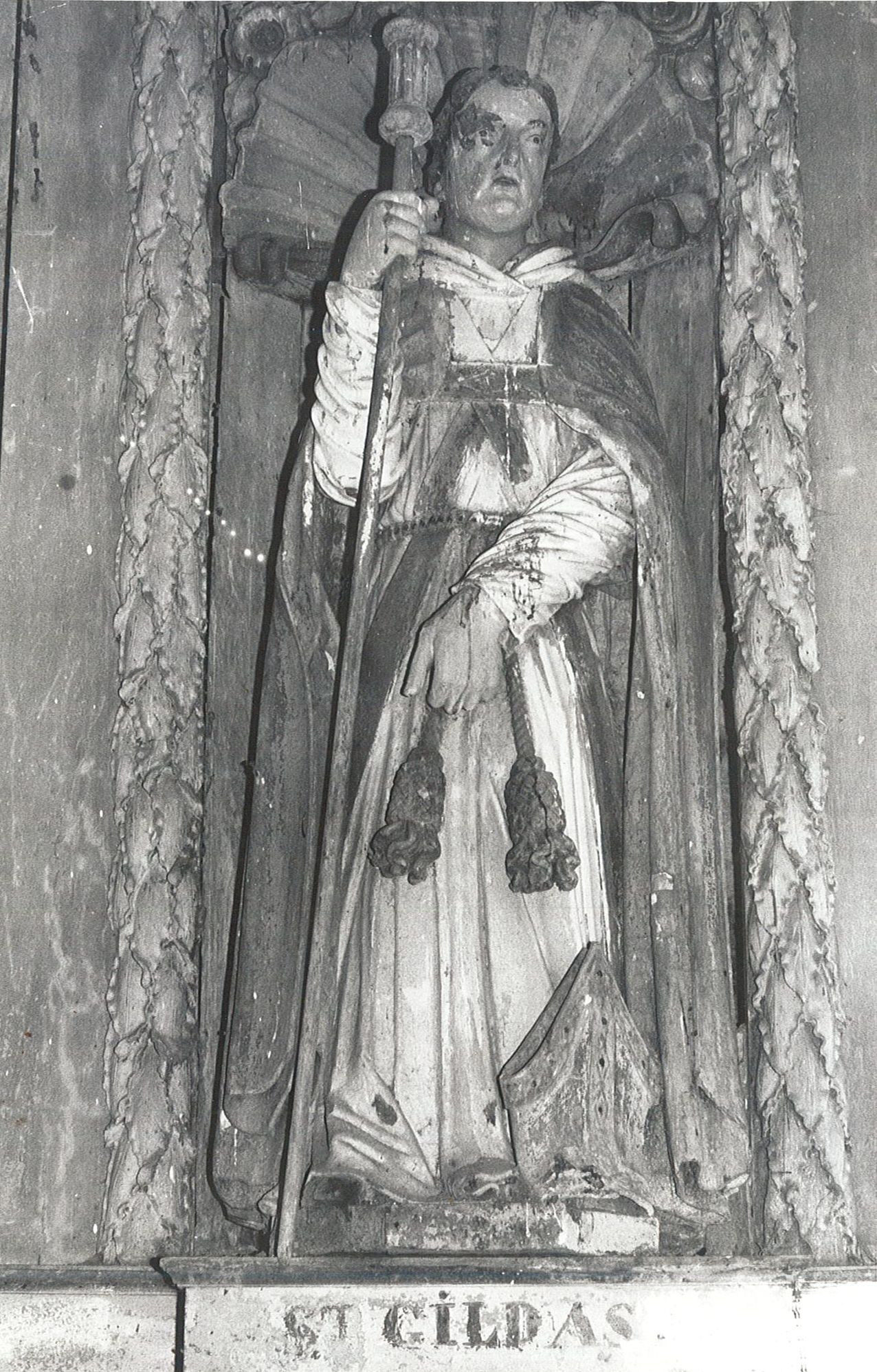
Chapelle Notre-Dame de la Pitié : statue de saint Gildas.

- La chapelle de Saint-Auny date du XVIIe siècle. Elle abrite, en son sein, une statue en bois de saint Julien à cheval et possède un bénitier en granit[71].

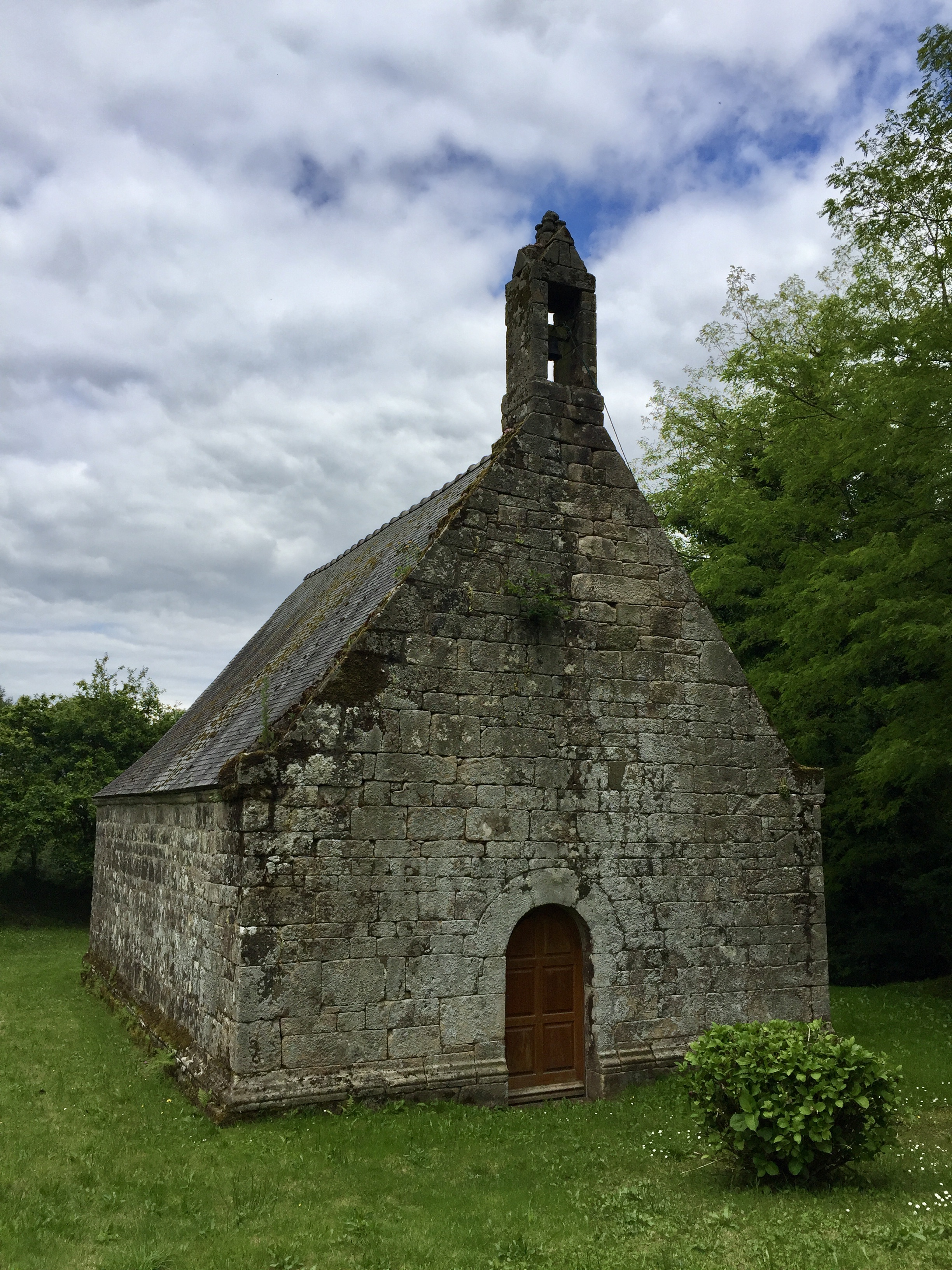
Chapelle Saint-Auny, Mellionnec.

- La chapelle privée du château de Trégarantec (1755), dédiée à la Vierge et à saint Michel.

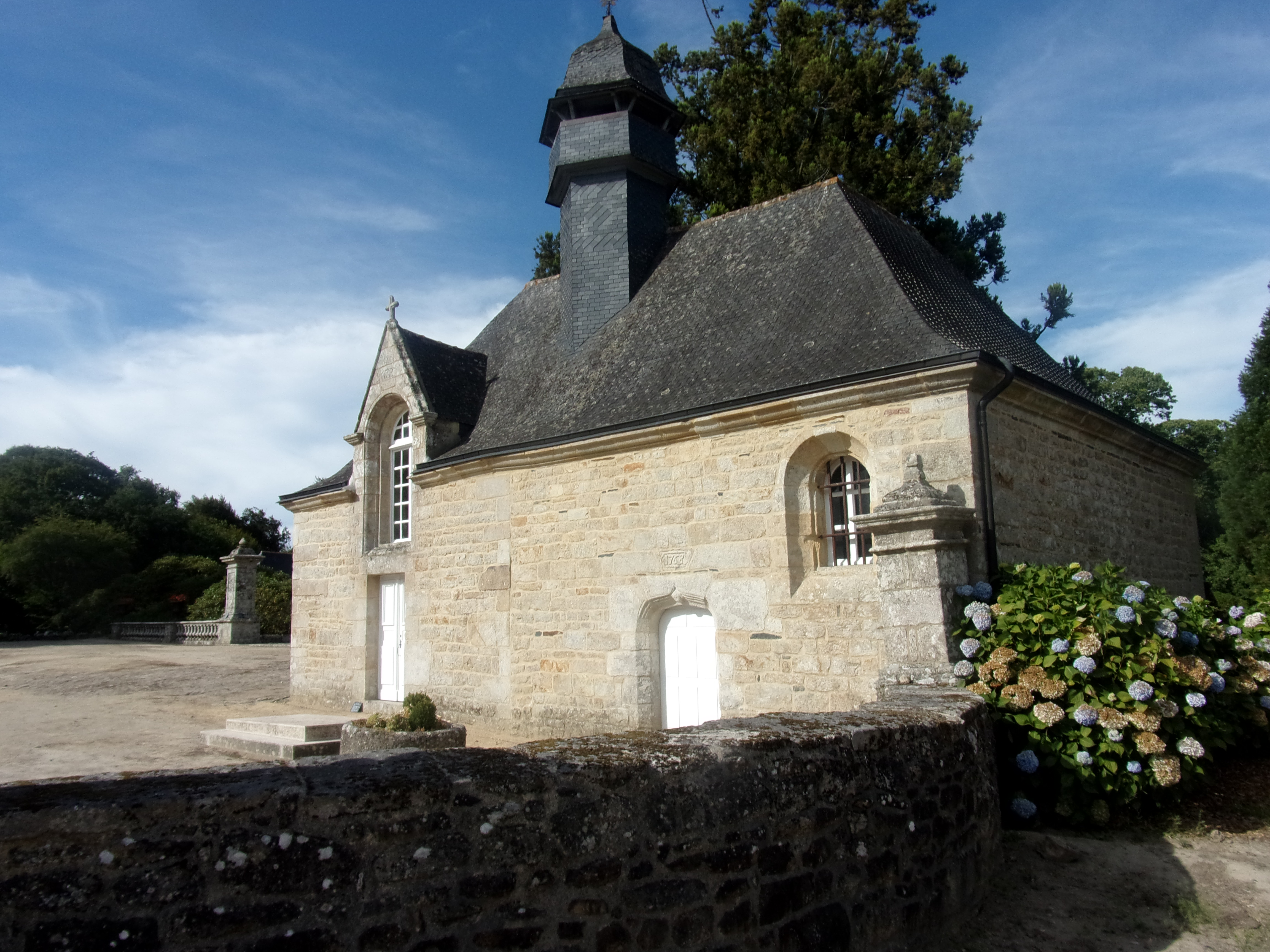
La chapelle privée du château de Trégarantec.

- De nombreux puits se trouvent sur la commune notamment au bourg, à Kerguillic et à Trégarantec. Des anciens fours à pain, relativement en bon état sont visibles aux hameaux de Kermer et Restehalés.
- Plusieurs fermes présentent un intérêt patrimonial, par exemple les deux fermes Kerzoze[72], celles de Reste Houanet[73], de Menez Hamon[74], du Vénec[75], etc.., ainsi que des maisons de prêtres à Cornec[76] et Restemblayes[77].
- Des moulins à farine : moulin Duault[78] et moulin Kergouran[79].
- Le pont au sud de Stang Caraes : pont ancien construit sans doute au Moyen-Âge, en granite de Locuon[80].

## Personnalités liées à la commune
- René Gabriel de Robien, sieur de Pontlo, propriétaire du manoir du Poul en Mellionnec. Fils de Charles Pierre de Robien, chevalier seigneur et vicomte de Pontlo, son père le fait arrêter et conduire le 4 janvier 1752 chez les Soeurs de la Charité de Pontorson pour y être enfermé. Il ne recouvra la liberté que le 16 janvier 1765, une fois son père décédé. Son père lui reprochait ses mauvaises mœurs. Il fréquentait notamment de façon assidue des voleurs de grand chemin : la bande à Marion du Faouët. Celle-ci devint même un temps sa maîtresse. Il meurt le 30 septembre 1772 à Glomel et est inhumé le lendemain dans la paroisse de Mellionnec[81].
- François-Marie Laurent (br), un breton originaire de Mellionnec, est un soldat fusillé pour l'exemple. C’est au cours d’un combat dans la nuit du 1er au 2 octobre 1914 que ce soldat est légèrement blessé en Champagne sous les yeux de son capitaine. La dernière phalange de son petit doigt de la main gauche est arrachée. Suivant les recommandations de son capitaine, il va se faire soigner dans un poste de secours par le docteur Buy. Le médecin, trouvant la blessure trop légère, le soupçonne de s'être automutilé et de vouloir se dérober à ses obligations militaires. Ce soldat ne s'exprime que malhabilement en français. Il sera accusé d'abandon de poste, condamné par le Conseil de guerre et fusillé le 19 octobre 1914. Le 9 décembre 1933, il est réhabilité et sa famille reçoit la somme de 10 000 francs. La mairie de Mellionec fait enlever la plaque de marbre où étaient inscrits les noms des soldats tués. Par la suite, elle fait graver directement sur le monument le nom des soldats en incluant celui de F.-M. Laurent dans son ordre alphabétique[82],[83],[84]
- Jules-Charles Le Bozec (1898-1973), sculpteur, membre des Seiz Breur (mouvement intellectuel breton).Cet homme acquit notamment sa notoriété en sculptant de nombreux monuments aux morts. Natif de Saint Mayeux en Côtes du Nord; il vécut l'essentiel de son existence à Mellionnec.
- Glenmor (1931-1996) fut propriétaire du manoir du Poul sur la commune. Il écrivit dans ce lieu de nombreuses chansons qu'il enregistrait ensuite dans le studio qu'il fit aménager dans une des dépendances du manoir. Ce manoir avait auparavant appartenu à la famille De Robien, dont René Gabriel appelé le Seigneur du Poul se distingua, hélas dans le mauvais sens. Homme brutal, il fut considéré par ses sujets comme un tyran. Il fréquenta également les brigands et côtoya la célèbre Marion du Faouët qu'il hébergea quelque temps au manoir. Cet homme mourut le 30 septembre 1772 à l'âge de 61 ans.

## Démographie
L'évolution du nombre d'habitants est connue à travers les recensements de la population effectués dans la commune depuis 1793. Pour les communes de moins de 10 000 habitants, une enquête de recensement portant sur toute la population est réalisée tous les cinq ans, les populations de référence des années intermédiaires étant quant à elles estimées par interpolation ou extrapolation. Pour la commune, le premier recensement exhaustif entrant dans le cadre du nouveau dispositif a été réalisé en 2008.

En 2022, la commune comptait 420 habitants, en évolution de +2,44 % par rapport à 2016 (Côtes-d'Armor : +1,78 %, France hors Mayotte : +2,11 %).
| 1793  | 1800  | 1806  | 1821  | 1831  | 1836  | 1841  | 1846  | 1851  |
| ----- | ----- | ----- | ----- | ----- | ----- | ----- | ----- | ----- |
| 1 120 | 1 163 | 1 168 | 1 154 | 1 403 | 1 255 | 1 193 | 1 234 | 1 188 |

| 1856  | 1861  | 1866  | 1872  | 1876  | 1881  | 1886  | 1891  | 1896  |
| ----- | ----- | ----- | ----- | ----- | ----- | ----- | ----- | ----- |
| 1 210 | 1 143 | 1 104 | 1 093 | 1 117 | 1 261 | 1 200 | 1 227 | 1 252 |

| 1901  | 1906  | 1911  | 1921  | 1926  | 1931  | 1936  | 1946  | 1954 |
| ----- | ----- | ----- | ----- | ----- | ----- | ----- | ----- | ---- |
| 1 322 | 1 411 | 1 418 | 1 407 | 1 437 | 1 335 | 1 179 | 1 148 | 970  |

| 1962 | 1968 | 1975 | 1982 | 1990 | 1999 | 2006 | 2008 | 2013 |
| ---- | ---- | ---- | ---- | ---- | ---- | ---- | ---- | ---- |
| 889  | 749  | 628  | 567  | 420  | 440  | 413  | 405  | 418  |

| 2018 | 2022 | - | - | - | - | - | - | - |
| ---- | ---- | - | - | - | - | - | - | - |
| 389  | 420  | - | - | - | - | - | - | - |